# John Maynard Keynes
« Keynes » redirige ici. Pour les autres significations, voir Keynes (homonymie).
Vous lisez un « article de qualité » labellisé en 2009.
John Maynard Keynes (/keɪnz/), né le 5 juin 1883 à Cambridge et mort le 21 avril 1946 dans sa ferme de Tilton à Firle, est un économiste, haut fonctionnaire et essayiste britannique. De notoriété mondiale, il est le fondateur de la macroéconomie keynésienne. Le keynésianisme, la nouvelle économie keynésienne, le néokeynésianisme ou le post-keynésianisme sont issus de son œuvre. Considéré comme l'un des théoriciens les plus importants de l'économie du XXe siècle, il fut, en tant que conseiller officiel ou officieux de nombreux hommes politiques, l'un des acteurs principaux des accords de Bretton Woods, après la Seconde Guerre mondiale.
Jeune, il rencontra aussi le succès en tant qu’auteur, avec l'écriture d'un livre sur le traité de Versailles intitulé Les Conséquences économiques de la paix, publié en 1919, et la rédaction d'articles pour des journaux et des revues. Sa première somme théorique fut le Traité sur la monnaie, mais son œuvre majeure est sans conteste la Théorie générale de l'emploi, de l'intérêt et de la monnaie (1936), livre qui, après d'autres, s'en prend à la loi de Say, l’un des fondements du laissez-faire.
La force de John Maynard Keynes réside dans le fait qu'à la différence de ses prédécesseurs, il élabore une théorie nouvelle ainsi que les outils conceptuels nécessaires à la mise en place de politiques économiques alternatives, à une époque où la crise de 1929 ravage l'économie internationale et résiste aux politiques conventionnelles. Ses travaux sont notamment utilisés après la Seconde Guerre mondiale dans le cadre de la mise en place de l'État-providence. Selon Kenneth R. Hoover, Keynes aurait eu à son époque une position « centriste » entre d'une part Friedrich Hayek et d'autre part Harold Laski, un des inspirateurs de l'aile gauche du parti travailliste au Royaume-Uni. Il est souvent considéré comme ayant donné aux sociaux-libéraux britanniques la théorie économique qui leur manquait.
Ses héritiers, notamment les penseurs du courant néokeynésien dit de la synthèse néoclassique qui prédomina longtemps aux États-Unis, perdirent, de l’aveu même de leurs partisans, une grande partie de leur influence à partir du début des années 1980 avec la montée en puissance du monétarisme et de la nouvelle économie classique, qui promouvaient alors la dérèglementation financière. Cependant, la crise économique de 2008-2009 sembla entraîner un regain d'intérêt pour sa pensée, tant dans la version sociale libérale de la nouvelle économie keynésienne que dans des versions plus hétérodoxes, telles que le post-keynésianisme ou encore, en France, l'économie des conventions.

## Jeunesse et vie culturelle

### Famille et milieu d'origine
John Maynard Keynes est né dans une famille d'universitaires appartenant à la bourgeoisie victorienne. Son père, John Neville Keynes, maître de conférences à l'université de Cambridge est l'auteur d'un ouvrage classique de méthodologie économique : The Scope and Method of Political Economy paru en 1890. Très tôt le père est fasciné par son fils comme en témoigne le journal qu'il tenait. La mère de John Maynard, Florence Ada Keynes est une autrice à succès et une pionnière des réformes sociales. Elle fait également de la politique et est élue maire de Cambridge en 1932. Outre John, le couple Keynes a un autre fils, le futur Sir Geoffrey Keynes (1887–1982), chirurgien et bibliophile, et une fille, Margaret.
Le nom de famille Keynes viendrait de Cahagnes en Normandie. « Cahagnes » proviendrait lui-même du bas latin casnus (chêne). Selon les recherches généalogiques faites par Keynes, il descendrait de William de Cahagnes, un compagnon de Guillaume le Conquérant. Pendant les révolutions anglaises du XVIIe siècle, sa famille alors catholique – plusieurs membres ont été jésuites — aurait souffert de persécution et aurait été dépouillée de ses biens.

### Jeunes années

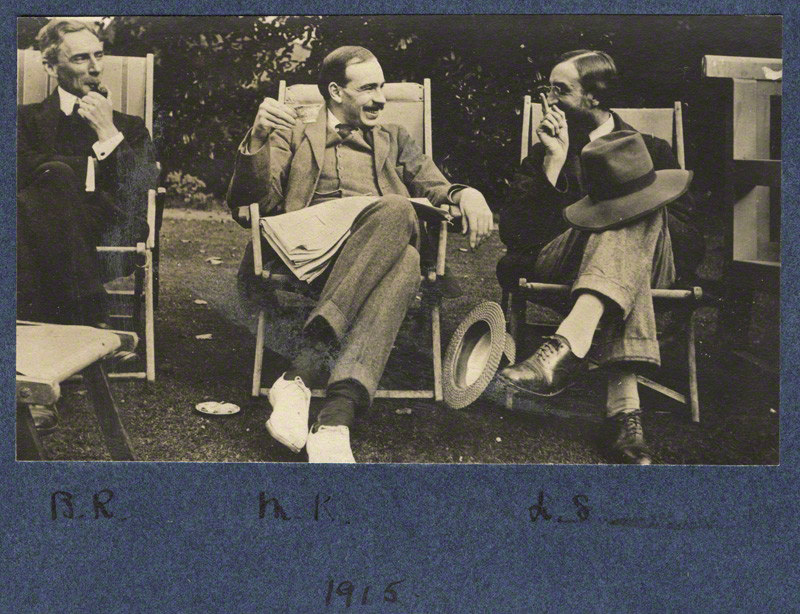
Bertrand Russell, John Maynard Keynes et Lytton Strachey photographiés en 1915 par Lady Ottoline Morrell.

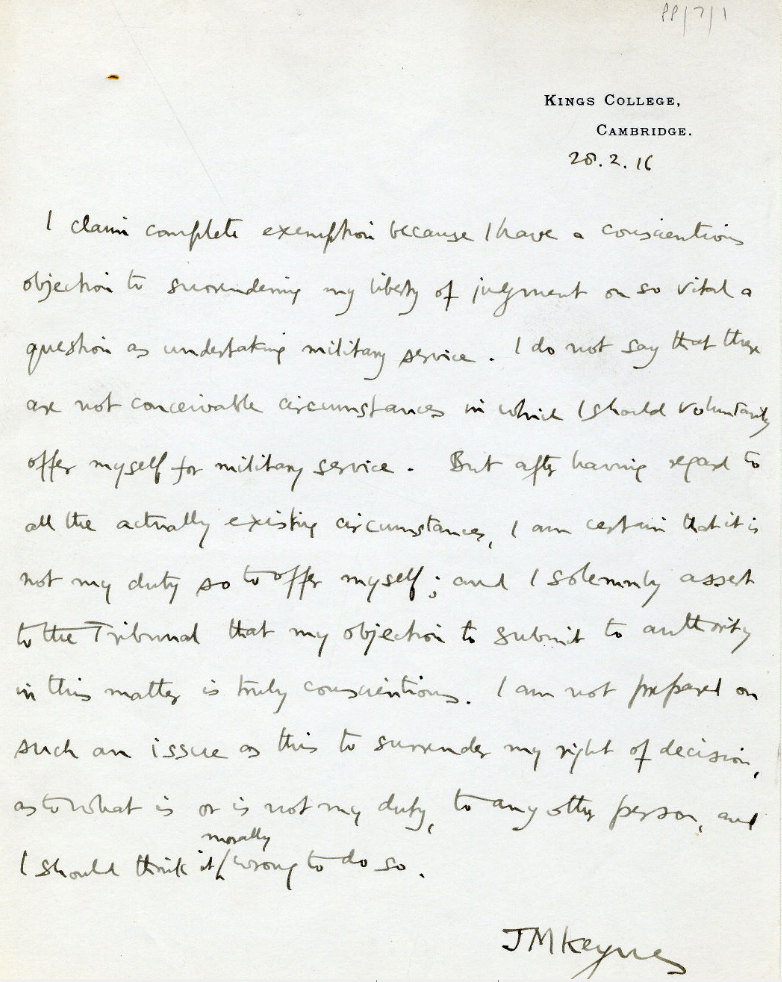
Lettre de Keynes au tribunal d'Holborn exposant son objection de conscience (1916).

À sept ans, John Maynard Keynes entre à l'école primaire de St Faith's (Preparatory School) où il fait preuve d'un certain talent en mathématiques. Un an plus tard, il intègre le collège d'Eton. Brillant élève, il obtient de nombreux prix (dix en première année, dix-huit en seconde année, onze en troisième année). Il se montre particulièrement doué en mathématiques où il obtient tous les premiers prix. En 1902, il entre au King's College de Cambridge. En 1903, Lytton Strachey et Leonard Woolf l'introduisent à la société des Cambridge Apostles ; un club voué à « la poursuite, de la vérité sans réserve et avec une absolue dévotion par un groupe d'amis intimes. ». Il y rencontre Henry Sidgwick, Bertrand Russell, Lowes Dickinson, Ludwig Wittgenstein et George Edward Moore, dont le livre Principia Ethica exerce sur Keynes une influence durable. C'est aussi dans ce milieu que se formera le groupe de Bloomsbury dont il sera membre. Diplômé en mathématiques de Cambridge en 1905, il se prépare ensuite au concours de la haute fonction publique anglaise. C'est aussi à Cambridge qu'il fait la connaissance de certains des meilleurs économistes de son époque : Francis Ysidro Edgeworth, Alfred Marshall ; puis plus tard Joan Robinson, Piero Sraffa, Richard Kahn, James Meade ou encore Bertil Ohlin.
En 1907, il entame une carrière au service de l'État britannique, mais arrivé second au concours il ne peut intégrer le Trésor. Il est affecté à l’Indian Office (ministère de l'Inde). Au bout de deux ans, il s'y ennuie et vers 1907, commence à travailler sur ce qui deviendra le Treatise on Probability (en) (Traité sur la probabilité). Il entreprend également des études d'économie sous la direction d'Alfred Marshall. Quand Arthur Cecil Pigou est élu à la chaire d’Alfred Marshall, le bureau d'économie et de politique, présidé par John Neville Keynes, crée deux postes de maître de conférences dont l’un est attribué à John Maynard Keynes. En 1913, il publie son premier livre d'économie, l’Indian Currency and Finance. Selon Schumpeter le succès de l’ouvrage lui vaut la réputation de maîtriser aussi bien les problèmes techniques que politiques et humains. Grâce à ce livre, il est nommé membre de la Royal Commission on Indian Currency and Finance (1913-1914).

### Vie privée, art et groupe de Bloomsbury

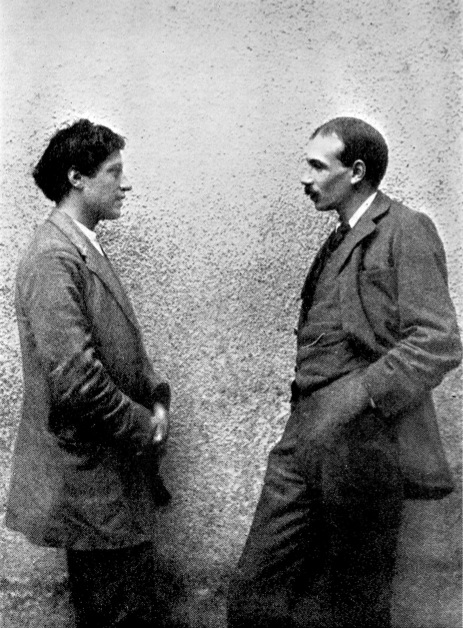
John Maynard Keynes (à droite) avec le peintre Duncan Grant, avec lequel il a entretenu une relation amoureuse.

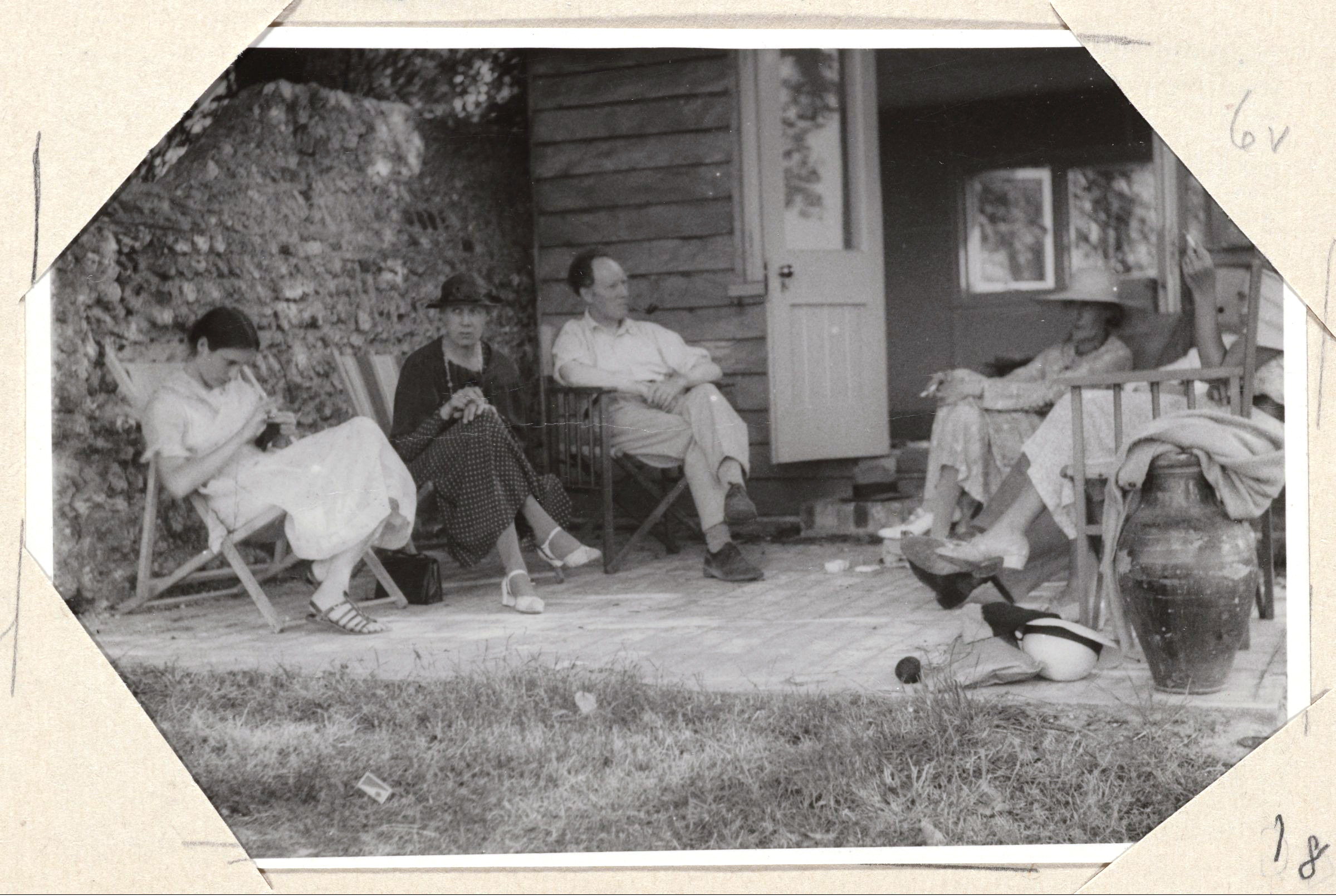
Quelques membres du groupe de Bloomsbury à Monk's House, la maison de Virginia Woolf. De gauche à droite: Angelica Garnett, Vanessa Bell, Clive Bell, Virginia Woolf, John Maynard Keynes and Lydia Lopokova.

La vie de Keynes sera toujours double : d’un côté l’homme privé, esthète, lié au groupe de Bloomsbury et de l’autre l’homme public, économiste et conseiller politique. Certains de ses amis, tel Walter Lippmann, ne sauront jamais concilier cette ambiguïté ou préféreront s'en tenir à l’homme public. Il est un membre important du groupe de Bloomsbury, un club qui compte notamment le peintre Duncan Grant, Lytton Strachey, E. M. Forster, Vanessa Bell et sa sœur Virginia Woolf. Il écrit les Conséquences économiques de la paix dans la maison de campagne de Vanessa Bell et Duncan Grant, son ancien amant, dans leur maison de campagne de Charleston, près de Firle.
Keynes est bisexuel, : ayant un comportement principalement bisexuel dans sa jeunesse, ce qu'il ne cache pas à ses amis du Bloombsbury Group, Keynes épouse ensuite en 1925 la ballerine russe Lydia Lopokova (une danseuse étoile de la compagnie des Ballets russes de Serge Diaghilev à la carrière non conventionnelle). Elle ne sera pas très bien acceptée par le Bloomsbury Group et notamment par Vanessa Bell qui la trouve trop peu rationnelle. Réciproquement, elle n'a guère d'affinité avec eux. Pour Robert Skidelsky, en éloignant Keynes du groupe de Bloomsbury, elle lui a permis de mieux intégrer les milieux proches des cercles du pouvoir et d'atteindre la maturité nécessaire à l'écriture de ses grandes œuvres économiques. Néanmoins il ne cessera jamais de les fréquenter à Londres et à la campagne. La ferme de Tilton louée par John Maynard Keynes est à quelques centaines de mètres de Charleston et proche de la maison de Leonard et Virginia Woolf à Rodmell. Il aide Julian Bell, fils de Vanessa Bell, à devenir Apôtre et fait connaissance de ses amis notamment Anthony Blunt et Guy Burgess, qui seront identifiés plus tard comme membres des Cinq de Cambridge.
Toute sa vie, Keynes manifeste un grand intérêt pour l'opéra (Covent Garden) et la danse qu'il aide financièrement. Durant la guerre, il est membre du Comité pour la promotion de la musique et des arts (CEMA). L'intervention de Keynes sera importante en matière de politique publique en faveur des arts et de la culture. Lui et les membres du groupe de Bloomsbury créèrent des structures coopératives ou associatives (Hogarth Press, The London Artists' Association) destinées à donner un cadre stable à des artistes prêts à se plier à des règles minimales, qui ne toucheront pas à leur liberté de création, en échange de revenus plus réguliers. Dans le secteur privé, une de leurs réalisations majeures fut la Contemporary Art Society, fonctionnant comme une autorité de certification d'artistes contemporains afin d'éduquer le goût du public et de rassurer les acheteurs potentiels sur la qualité de leurs achats. Ce rôle fut repris, et considérablement étendu, avec la fondation après la Seconde Guerre mondiale du British Arts Council, dont Keynes fut l'un des premiers directeurs.
Keynes est un grand collectionneur de livres et partage cette passion avec Friedrich Hayek, philosophe et économiste libéral classique avec lequel il entretient une certaine amitié bien qu'ils soient en profond désaccord en matière d'économie. Il réunit ainsi dans sa collection de nombreux manuscrits d'Isaac Newton sur l'alchimie et les notes de John Conduitt. Une des dernières publications de Keynes est Newton, l'Homme (Newton, The Man) parue pour le tricentenaire de la naissance du physicien (1942).

## Grandes étapes de la carrière de Keynes

### Keynes, le haut fonctionnaire du Trésor

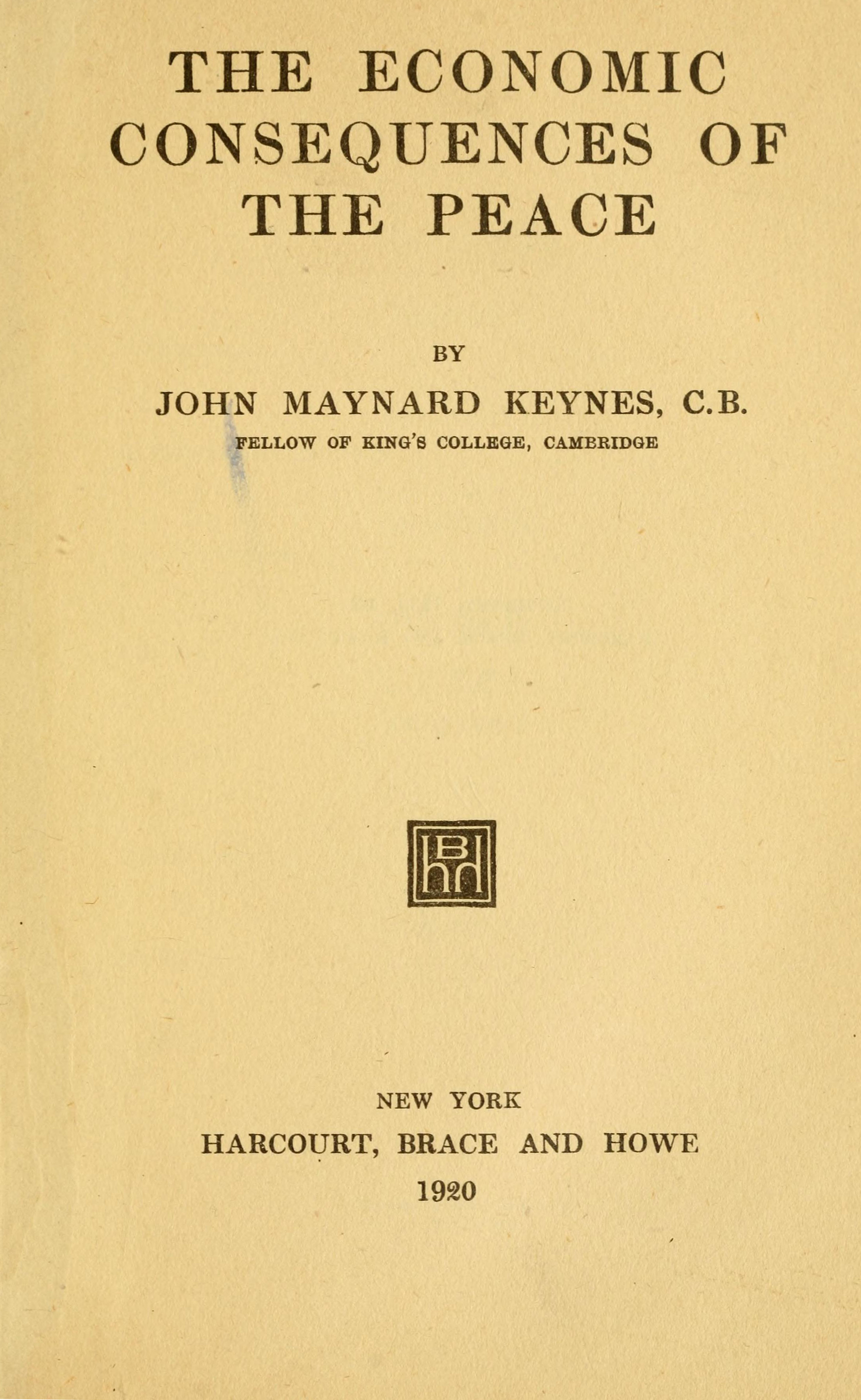
Les Conséquences économiques de la paix, page de titre de l'édition américaine (1920).

En août 1914, il se fait remarquer en recommandant à Lloyd George, alors ministre des finances, de ne suspendre la convertibilité de la Livre sterling qu'en cas d'absolue nécessité. Le 6 janvier 1915, sur proposition d’Edwin Montagu qui avait déploré son départ de l’Indian Office, il est engagé au Trésor pour la durée de la guerre. Lorsque McKenna succède à Lloyd George aux finances, il devient vite son principal conseiller et, à la même époque, il est affecté à la division du Trésor chargée du financement de la guerre.
Keynes participe activement au débat qui agite le gouvernement anglais : doit-on augmenter le nombre de divisions alignées sur le front français et par là même recourir à la conscription ou non ? Keynes et McKenna sont opposés à cette option. Deux arguments sont mis en avant : la conscription gênerait la production britannique rendant le pays dépendant des États-Unis en matière de financement ; la conscription s’oppose au principe libéral qui veut qu’un gouvernement ne puisse exiger des citoyens qu’ils donnent leur vie sans leur consentement explicite. La victoire de l’autre option, la guerre totale, fait envisager à Keynes une démission du Trésor. Malgré les pressions de ses amis de Bloomsbury, il choisit de rester en poste au grand soulagement de ses parents. Le 6 décembre 1916, le conservateur Andrew Bonar Law devient le nouveau ministre des finances en remplacement de Mc Kenna. Le nouveau ministre maintient de bonnes relations avec Keynes et, en mai 1917, il est nommé chef de la division A chargé des financements extérieurs et décoré de l’ordre du Bain.
Keynes participe à nombre de réunions préparatoires portant sur l'aspect économique du futur traité de paix. Il est opposé à des réparations trop importantes et pour une annulation des dettes de guerre contractées par la France et le Royaume-Uni auprès des États-Unis. Par ailleurs, il trouve que les propositions de Woodrow Wilson sur ce que sera la Société des Nations négligent trop l’aspect économique – il fera en sorte de réparer cette omission durant la Seconde Guerre mondiale. Il n'est pas écouté et préfère démissionner.
Pour exprimer ses idées et ses réserves envers le traité de Versailles, il écrit en 1919 Les Conséquences économiques de la paix. Ce livre lui apporte à la fois l’aisance financière et une notoriété internationale. Il y reproche moins à Georges Clemenceau d’avoir défendu et imposé une solution influencée par le réalisme en relations internationales qu’à Woodrow Wilson et à Lloyd George de ne pas avoir défendu plus fermement leurs idées proches du libéralisme en relations internationales plus favorables à la paix et au développement économique. En conséquence, c'est à ces derniers qu'il réserve ses flèches les plus acérées. Ce livre passe mal en France. Dès 1920, Jacques Bainville lui répond dans Les Conséquences politiques de la paix, ouvrage prémonitoire où Bainville décrit l'enchaînement historique qui conduira à la Seconde Guerre mondiale et où il déplore l'approche purement économique de Keynes. En 1946, Étienne Mantoux fera paraître un livre destiné à réfuter les thèses de Keynes : The Carthaginian Peace or the Economic Conséquences of Mr. Keynes. Pour l'économiste historien américain Charles Kindleberger l'ouvrage de Keynes a heurté le sentiment national français, et cela expliquerait en partie pourquoi les économistes français ne s'intéressèrent vraiment à l'œuvre de Keynes qu'après la Seconde Guerre mondiale.

### Keynes dans les années 1920

#### Keynes, l'homme d'influence

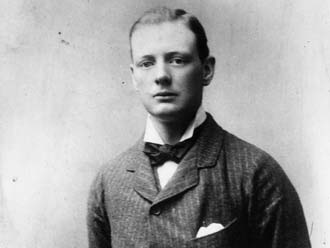
Winston Churchill ; Keynes et lui furent parfois adversaires, parfois alliés

À la différence de nombre de ses amis de Bloomsbury, Keynes n'est pas un héritier. Aussi, quand il quitte le Trésor, il doit financer son train de vie, d'autant qu'il a réduit son temps d'enseignement à Cambridge. Keynes se lance dans les placements financiers et siège à partir de 1919 au conseil d'administration de la National Mutual Life Assurance Company puis à compter de 1923 à celui de la Provincial Insurance Company. Il spécule sur les matières premières (administrateur du collège de Cambridge, il demande d'utiliser la nef de l'église pour y stocker du blé) ou sur la livre sterling, jouant avec l'argent de sa famille sans qu'elle le sache. Keynes est pour les entrepreneurs et les spéculateurs, les deux prenant selon lui des risques, contrairement aux rentiers dont il « souhaite l'euthanasie ».
Comme Winston Churchill ce sont principalement ses travaux d'écriture qui le font vivre : il publie au Manchester Guardian pour qui il couvre notamment la conférence économique de Gênes de 1921, au Nation and Athenaeum, et rédige des livres dont il assume les frais d'impression ce qui lui permet de ne donner à son éditeur que 10 % du produit des ventes. Sur un plan académique, enfin, il dirige de 1911 à 1937, l'Economic Journal.
Au fort pouvoir médiatique que lui offrent ses travaux d'écriture, il faut ajouter le pouvoir d'influence qu'il exerce à travers sa participation à de nombreux clubs. Il sera membre de l'Other Club fondé par Winston Churchill, il est un des fondateurs du Tuesday Club qui réunit le troisième mardi de chaque mois des hommes politiques, des financiers, des universitaires et des journalistes, à Cambridge, il a fondé le Political Economy Club qui se réunit le lundi.

#### Keynes et la bataille de la monnaie
Keynes peut constater dans les années 1920 la justesse de ses thèses : les réparations ne sont que très partiellement payées de même que les dettes de guerre et la situation économique en Europe n'est pas très florissante. Dans son livre Tract on Monetary Reform de 1923, il souligne, entre autres idées que l’inflation peut conduire à la révolution, qu’une réforme monétaire est nécessaire pour reconstruire l’Europe et qu’il vaut mieux dévaluer que recourir à la déflation.
Dans cette perspective, il s’oppose à Churchill quand celui-ci après beaucoup d’hésitations revient à l’étalon-or avec une parité remontant à Isaac Newton et s’engage dans une politique de déflation qui provoque des grèves et des problèmes économiques. Cet épisode lui inspire un autre livre : Les Conséquences économiques de M. Churchill (1925). Si Keynes s'oppose à l'étalon-or durant cette période c'est parce qu'il trouve qu'il force les pays en difficulté à supporter tout l'ajustement en les plongeant dans la dépression. Ce souci constitue un trait constant de ses projets de réforme du système monétaire mondial.

#### Keynes et le parti libéral anglais
Fin 1922, Keynes achète avec d'autres à la famille Rowntree le journal The Nation fondé en 1907. Ce journal avait été le bastion d'un libéralisme assez intellectuel qui avait émergé autour de l'université d'Oxford avant la guerre. Ce courant libéral qui insistait sur la nécessité de mieux contrôler tant les pouvoirs publics que les pouvoirs privés et qui voyait la démocratie comme un bien en elle-même, heurtait les penchants étatistes et élitistes de Keynes. Par ailleurs, il était marqué par « Oxford » et la pensée de Thomas Hill Green qui contestait le laissez-faire à partir d'« un mélange d'hégelianisme et de langage biologique que Keynes et sa génération à Cambridge trouvait condamnable ». Si Keynes acquiert ce journal c'est en partie pour avoir une tribune pour ses théories monétaires et peut-être aussi pour diffuser les idées de l'école d'économie de Cambridge.

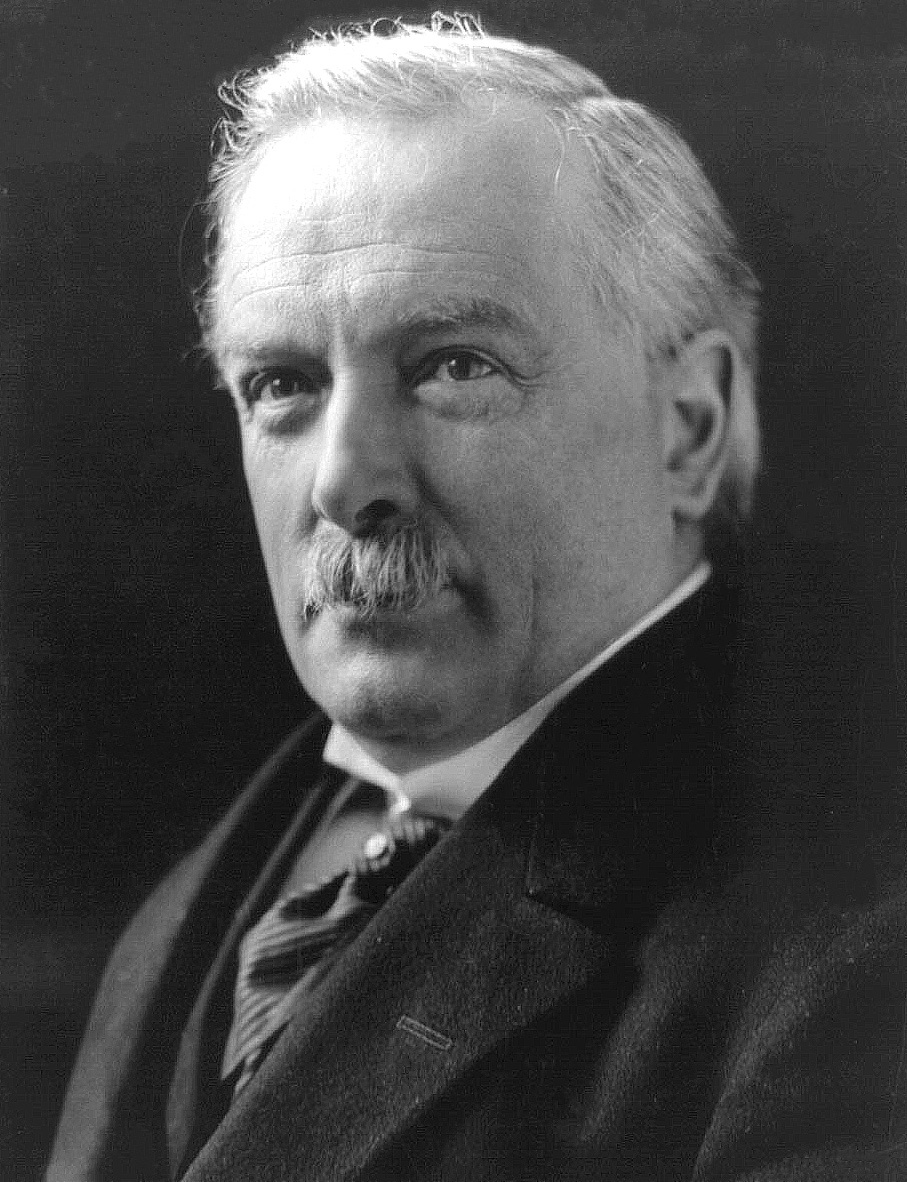
David Lloyd George, un homme que Keynes appréciait peu, même s'ils ont été un temps alliés.

Parallèlement, des libéraux de Manchester lancent des écoles d'été (summer school) qui doivent se tenir alternativement à Oxford et à Cambridge dans le but de doter le parti libéral d'une politique adaptée aux années 1920. Keynes participe à des sessions y donnant en 1926 une conférence intitulée Suis-je encore un libéral ? Pensant peut-être à Asquith qu'il quitte quelque temps après pour Lloyd George, il écrit : « il n'y a pas place, sinon à l'aile gauche du Parti Conservateur, pour ceux qui sont attachés avec ferveur à l'individualisme à l'ancienne et au laissez-faire dans toute leur rigueur bien qu'ils aient grandement contribué au succès du XIXe siècle ».
D'une manière générale, Keynes est très impliqué avec le parti libéral entre 1924 et 1929. En 1927, il participe à la rédaction du Livre jaune du parti, intitulé Britain's Industrial Future. En 1928, il rédige avec Hubert Henderson une brochure intitulée Can Lloyd George Do It (Est-ce que Lloyd George a des chances de réussir ?) pour soutenir les mesures prévues dans le document du parti libéral, We can Conquer Unemployment (Nous pouvons vaincre le chômage). Finalement, le Parti libéral perd les élections et c'est le travailliste Ramsay MacDonald qui revient au pouvoir en 1929 avec Snowden comme chancelier de l'Échiquier qui continueront la politique déflationniste initiée par Winston Churchill qui n'est définitivement abandonnée qu'en 1931.

### Keynes le théoricien: la trilogie

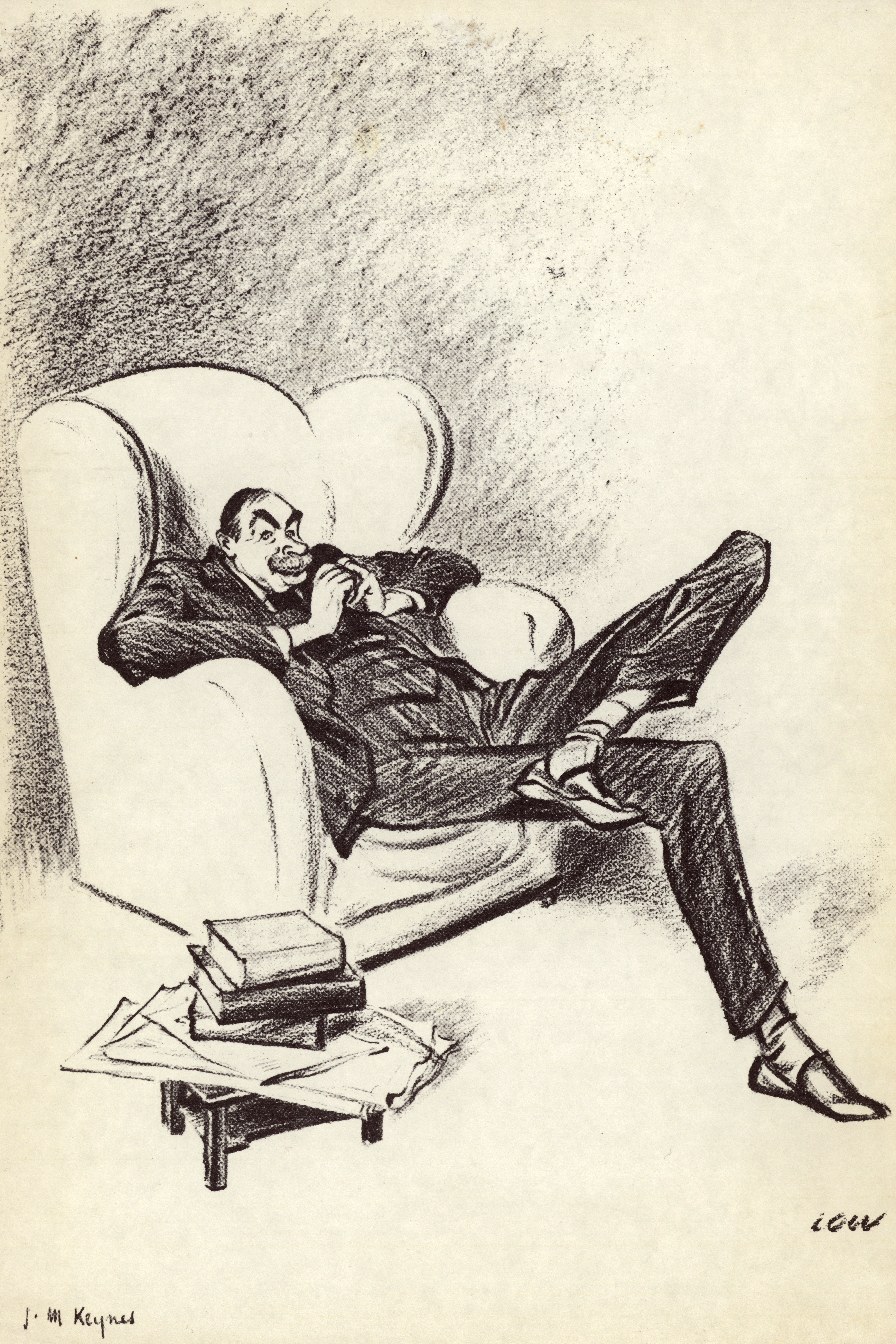
Caricature de David Low, 1934.

Keynes n'abordera vraiment la théorie économique que relativement tard avec ce que Don Patinkin nomme la « trilogie de Keynes », à savoir les deux tomes du Traité sur la monnaie (1930) et la Théorie générale (1936), son ouvrage majeur.

#### Traité sur la monnaie
Le Traité sur la monnaie (A Treatise on Money) paraît en 1930. Keynes qui est alors membre du Comité Macmillan chargé de « conseiller » le gouvernement de Ramsay MacDonald, n'a pas le temps de soumettre ses écrits à la critique d'autres économistes ni de réellement les réviser comme il l'aurait voulu. Aussi, ce livre le déçoit vite d'autant qu'il n'arrive pas à mettre en lumière les facteurs qui influent sur le niveau de production.
L'ouvrage se compose de deux volumes. Dans le premier intitulé « La Théorie pure de la monnaie », Keynes définit d'abord la nature de la monnaie puis décrit ses origines historiques avant de présenter une théorie de la monnaie qui aborde à la fois les aspects statiques et dynamiques de la question. Dans le volume deux intitulé « La Théorie de la monnaie appliquée », Keynes procède d'abord à une étude empirique des variables critiques de sa théorie puis se focalise sur les grandes caractéristiques institutionnelles qui leur servent de cadre. Enfin il expose les politiques monétaires dont les grands traits selon Don Patinkin « découlent directement de son analyse théorique ». « Si le « cycle du crédit » est généré par l'altération des prix en lien avec les problèmes de coûts qui provoquent des profits (ou des pertes) puis une hausse ou (une baisse) de la production et de l'emploi alors, proclamait Keynes (comme avant lui Wicksell, Fisher, Pigou et après lui l'école de Chicago des années 1930…) le moyen de stabiliser l'économie était de stabiliser les prix. Et, poursuit Keynes, la variable majeure pour atteindre cet objectif est le taux directeur de la banque centrale qui doit être augmenté quand les prix montent et abaissé quand ils baissent ».

#### Vers la Théorie générale

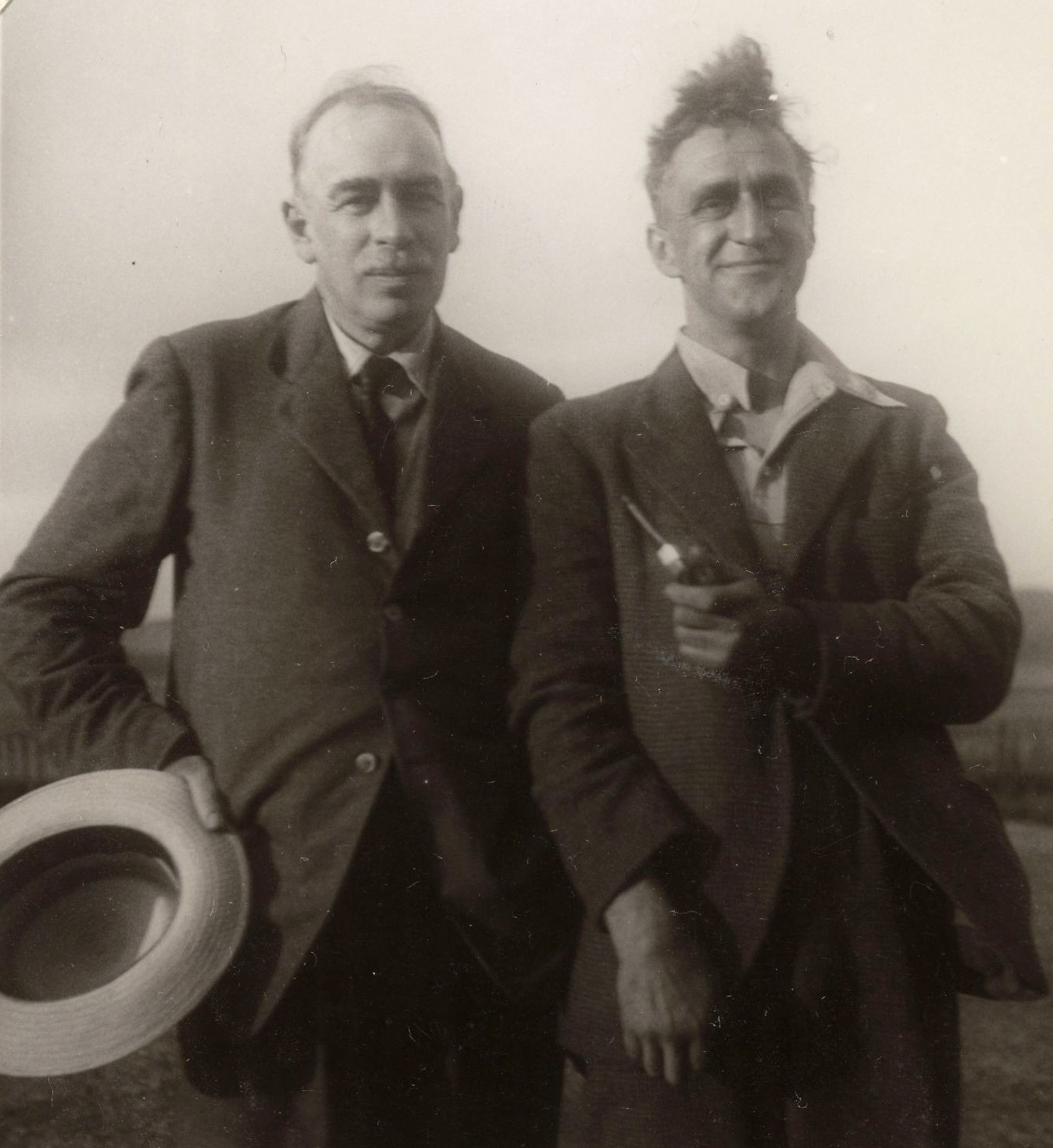
Keynes et Kingsley Martin.

À partir de la fin 1931, le parti libéral n'est plus très actif. Les réseaux de Keynes qui gravitent dans son orbite perdent de leur influence à la suite de la montée des conservateurs groupés autour de Neville Chamberlain tandis qu'à la suite de la fusion de la Nation avec le New Statesman issu de la Fabian Society, son influence sur la nouvelle revue décline car il doit compter avec le nouvel éditeur Kingsley Martin dont il ne partage guère les idées. Keynes moins impliqué dans l'action a plus de temps à consacrer à la théorie.
Enfin, le début des années 1930 marque des changements importants sur le plan relationnel. Certains de ses amis meurent (Lytton Strachey, Roger Fry) tandis que d'autres s'éloignent de lui comme Herbert Henderson. Il se rapproche alors des économistes de Cambridge. L'année qui suit la diffusion du Traité sur la monnaie ce livre est discuté par le « Cambridge circus » (cercle de Cambridge) comprenant parmi les membres les plus connus Richard Kahn, Joan et Austin Robinson, James Meade, Piero Sraffa et d'autres. C'est à partir de début 1932 qu'il va se mettre réellement à la rédaction de ce qui deviendra la théorie générale.
Son ouvrage, issu d'articles du Times, « The Means of Prosperity », constitue une date importante dans l'émergence de ce qui sera la révolution keynésienne. Keynes s'y montre plus grave et moins centré sur les problèmes anglais. Par rapport à ses ouvrages antérieurs, il a moins en tête la situation de l'Angleterre que celle des États-Unis d'où une moindre emphase sur la flexibilité (ce n'était pas le problème dans ce pays) et une plus grande place faite à l'incertitude. À l'automne 1934, il a fini le premier jet de la Théorie générale et commence à la soumettre à des lecteurs comme Roy Forbes Harrod, Ralph George Hawtrey ou Dennis Robertson. Cet ouvrage paraît en 1936 et vaut à Keynes d'être considéré comme une figure majeure de l'économie (certains vont jusqu'à dire qu'il est la « figure tutélaire » de la macroéconomie moderne).

### Retour au Trésor

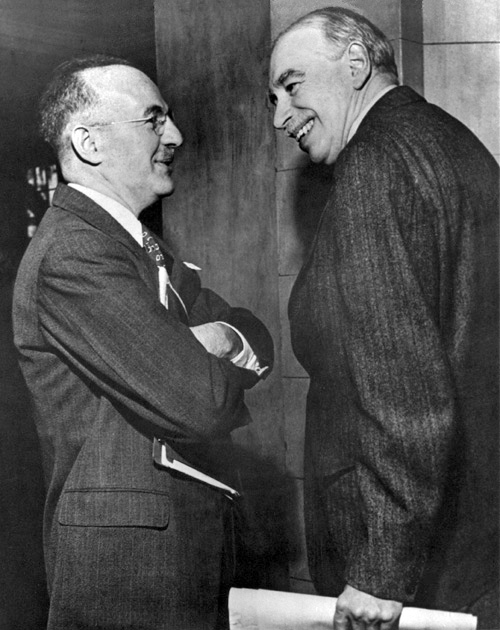
Harry Dexter White (à gauche), assistant du secrétaire au Trésor américain et Keynes, les deux négociateurs en chef du point de vue technique des accords de Bretton Woods en 1946

En mai 1937, Keynes est victime d'un malaise cardiaque dont il se remettra lentement. Pendant sa convalescence, il contribue à la diffusion de sa pensée mais il ne devient réellement actif qu'en 1939. Le rythme de vie et les précautions qu'imposent sa maladie le préserveront durant la Seconde Guerre mondiale de la suractivité qui minera la santé d'hommes plus jeunes. Il travaille d'abord sur la façon de financer la guerre sans créer d'inflation et publie le fruit de ses réflexions sous le titre How to Pay the War (1940). Cet ouvrage est bien accueilli au Trésor qui apprécie son idée maîtresse : comment éviter de recourir à la planification pendant la guerre. Malgré tout son idée d'épargne forcée ne sera pas suivie.
Il réintègre le Trésor à titre bénévole en août 1940. Il y restera jusqu'à sa mort. Il aide le ministre des finances à mettre au point le budget de 1941. Comme pendant la Première Guerre mondiale, il participe à la réflexion sur le financement de l'effort de guerre anglais qui forme l'arrière-fond des négociations qui déboucheront sur les accords de Bretton Woods. Keynes a un double rôle de concepteur et de négociateur, ce qui parfois compliquera les négociations.
Lorsqu'en 1942, William Beveridge présente son plan sur la sécurité sociale, Keynes obtiendra du Trésor la constitution d'un groupe de travail composé de lui-même, de Lionel Robbins et d'un actuaire afin de « reprofiler » le projet de façon à le rendre financièrement acceptable.
Durant la guerre, les problèmes économiques sont du ressort de trois grands pôles : le Trésor, l'Economic Section dirigée par Lionel Robbins que seconde James Meade et, de façon moins influente, la Banque d'Angleterre. Contrairement aux États-Unis où les ministres comme Cordell Hull ou Henry Morgenthau ont des objectifs clairs pour l'après-guerre, les hommes politiques anglais laissent les experts dessiner l'avenir. Pour Robert Skidelsky ce manque de vision à long terme et d'implication dans des dossiers engageant l'après-guerre explique l'échec de Winston Churchill aux élections qui suivent la fin de la guerre. Keynes lors des négociations avec les États-Unis a parfois conscience de tenir un rôle qui reviendrait à son ministre. La présence de Keynes donnera au Trésor un fort dynamisme. L'auteur d'une biographie importante de Keynes, le désigne comme « le Churchill » de l'économie, un domaine dans lequel le grand politique anglais n'avait que peu de lumières.
Dans les dernières années de sa vie, Keynes reçoit de nombreuses distinctions, devient administrateur d'Eton, est fait Lord en 1942, sur proposition de Winston Churchill, etc. Il meurt le 21 avril 1946 sans descendance. Son frère fait disperser ses cendres à Tilton, sa résidence secondaire, alors que John Maynard Keynes avait exprimé le souhait qu'elles reposent à la Chapelle du King's College (Cambridge).

## Fondements de la pensée de Keynes
Avant de s'intéresser à l'économie, Keynes a d'abord écrit sur la philosophie (il s'agit souvent d'écrits destinés soit aux Cambridge Apostles, soit au Bloomsbury Group comme My Early Beliefs), sur les probabilités (de manière plus universitaire - son premier grand livre est son Treatise on Probability) et sur la politique (un de ses écrits de jeunesse est un texte sur Edmund Burke).

### Keynes et la philosophie
Keynes comme les Cambridge Apostles de son temps est très influencé par les Principia Ethica de George Edward Moore. Pour ce dernier, le bien ne peut être défini et seule l'intuition permet de le saisir (nous verrons plus loin la place de l'intuition chez Keynes). Cela l'amène à critiquer à la fois la tradition utilitariste issue de Jeremy Bentham qui confond plaisir et bien, et les idéalistes tels que McTaggart ou Lowes Dickinson.
Dans la pensée de Moore, l'important ce sont les « états d'esprit » (les joies que nous ressentons) dont les plus estimables sont le plaisir des relations entre humains et celui que procure la vue de beaux objets,. Ces états d'esprit sont de « très complexes unités organiques composées à la fois d'un sujet expérimentant et d'un objet de l'expérience ». Pour lui, l'action juste doit conduire à un état d'esprit désirable. Il faut donc chercher des actions qui provoquent de bons résultats mais il est très difficile de connaître les résultats de nos actions. D'où, chez Moore, l'idée que nous devons nous en tenir à des institutions qui ont fait leurs preuves pour guider nos actions.
Cette idée assez proche de celle développée plus tard par Friedrich Hayek est rejetée par Keynes. C'est pour cela qu'il va s'intéresser aux probabilités. En effet, alors que pour Moore comme pour David Hume toute la connaissance probable est fondée sur l'expérience, pour Keynes au contraire les probabilités nous permettent d'appréhender jusqu'à un certain point le futur ou du moins le résultat de nos actions. Par contre, il retient de Moore que la fin est tout aussi importante que les moyens et que cette fin n'est pas exclusivement matérielle d'où comme chez Moore, une opposition à l'utilitarisme de Bentham et à la « réduction ad absurdum du benthamisme » qu'est pour Keynes le marxisme.

### Probabilités comme branche de la logique
Keynes commence à s'intéresser aux probabilités en 1904. Il rédige alors un article qu'il lit aux Cambridge Apostles, puis il revient sur le sujet vers 1907 en écrivant un document pour l'obtention de la fonction de Fellow du King's. Il échouera en 1907 et devra produire en 1908 un document révisé pour obtenir ce poste. Finalement ce n'est qu'en 1921 qu'il terminera son projet avec le Treatise on probability.
À travers ces écrits, son but est de montrer que, contrairement à ce que pense Moore, les individus ont une plus grande prise sur leur destinée et n'ont pas à s'en remettre entièrement aux coutumes. Pour ce faire, il s'oppose aux probabilités entendues comme fréquences. À la manière de Gottfried Wilhelm Leibniz, il les voit comme une branche de la logique. Cette vision des choses influencera Bertrand Russell et Alfred North Whitehead, un de ses examinateurs qui a été au premier abord choqué par l'approche de Keynes. En effet, pour Keynes, une probabilité n'est pas comme dans l'analyse fréquentielle un fait de nature, mais exprime un degré de croyance raisonnable. Pour lui, nous percevons intuitivement certaines relations de causalité dont celle qui aura le plus de poids et donc de possibilité d'être vraie, la meilleure probabilité sera donc celle « fondée sur un grand nombre de preuves pertinentes ». Comme pour Russell qui a vu dans Keynes un puissant allié de l'empirisme logique, la logique n'est chez lui ni empirique ni analytique.
Pour Robert Skidelsky la vision probabiliste de Keynes a deux conséquences sur sa pensée économique : d'une part, l'hypothèse qu'il y ait une connaissance certaine n'est pas possible en économie - sur ce point il n'est pas si loin d'Alfred Marshall pour qui les lois économiques étaient de simples tendances ; et d'autre part, il est opposé à un formalisme excessif qui tend à faire apparaître pour certain ce qui est seulement probable.
La réception du traité par les jeunes philosophes et mathématiciens des années 1920 — Frank Ramsey et Ludwig Wittgenstein — sera fraîche. En effet, ils appartiennent à une autre école philosophique plus technicienne, « le monde de Ramsey est fait de préférences et de paris… Les humains chez Keynes sont des penseurs qu'il dote de l'outil de la pensée : la logique. Les humains chez Ramsey sont des acteurs qu'il dote des outils de l'action, la capacité de calculer ».

### Keynes et la politique

#### Keynes et Burke

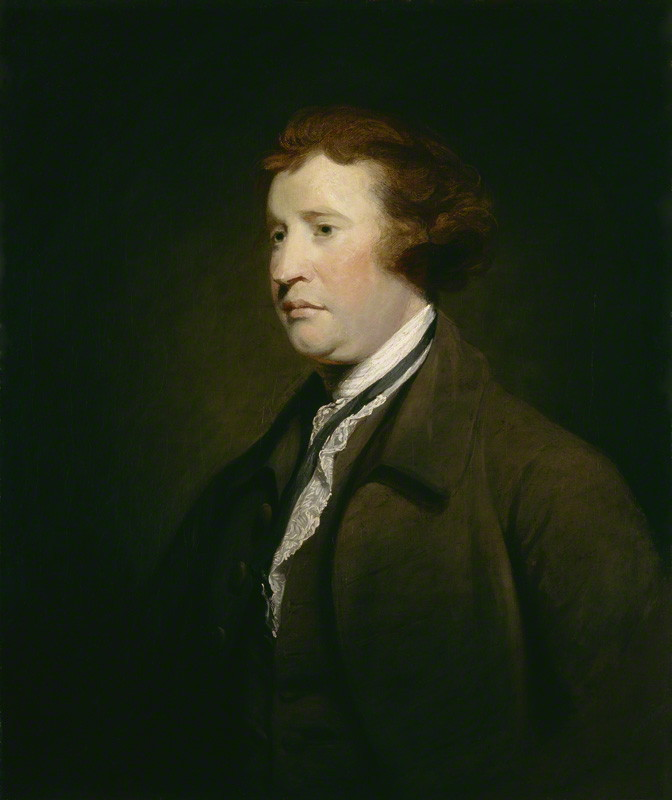
Edmund Burke un auteur que Keynes a lu et médité

Keynes a écrit en 1904, un manuscrit inédit intitulé The Political Doctrine of Edmund Burke. Selon Dostaler, Keynes en décrivant Burke semble se dépeindre : il trouve qu'il est plein de contradictions « simultanément conservateur et libéral, libre-échangiste et impérialiste, apôtre de la Glorieuse révolution anglaise et adversaire de la Révolution française ». Par ailleurs, il lui trouve un certain égotisme pas déplaisant chez les grands hommes. Deux traits de la pensée d'Edmund Burke provoquent son adhésion : d'une part comme lui, il pense qu'il est dangereux de sacrifier un bien présent pour un bien futur tant le futur est incertain ; d'autre part il considère que « le titre de gloire de Burke dans le domaine de la politique est la doctrine de l'expediency » et son refus de s'en tenir à un droit abstrait.
S'il estime que Burke est le premier philosophe politique à accepter de façon conséquente le principe du plus grand bonheur du plus grand nombre au niveau politique, il lui reproche sa grande timidité envers les réformes et, il trouve que Burke pousse la défense du droit de propriété à un point où elle peut menacer le cœur du libéralisme. Concernant Burke, Keynes écrit :
Ses aspects positifs sont tous dans le présent.- paix et tranquillité, amitié et affection, vie familiale et tous ces petits actes de charité par lesquels on peut parfois aider ses semblables. Il ne pense pas une humanité qui par le feu et le sang marche vers quelque grand et glorieux bien dans le lointain futur ; pas de grand millénaire politique à mettre en avant et à soutenir par l'effort et le sacrifice présent… Les hommes d'État doivent apprendre la sagesse à l'école de Burke ; s'ils veulent la mettre au service de quelques grands et difficiles buts, ils doivent chercher l'essentiel des idées ailleurs.
Issue pour partie de Burke, il existe chez Keynes une certaine pente élitiste et technocratique. Gilles Dostaler note que « pour Keynes en effet, à l'image de la société, un parti doit être dirigé par une élite éclairée plus précisément par l'union d'un leadership fort et de conseillers d'élite ». Cette pente aristocratique irritera Harry Dexter White à Bretton Woods, tout comme le Premier ministre travailliste Ramsay MacDonald se sent vexé lorsqu'à la sortie d'une réunion il lui déclare « qu'il se considère comme le seul véritable socialiste présent ! ». À rebours, elle a facilité ses contacts avec Winston Churchill durant la Seconde Guerre mondiale.
Dans le débat sur le planisme qui agite les années 1930, la seule intervention marquée de Keynes est une défense de Herbert George Wells contre les critiques de Staline et George Bernard Shaw. Dans un livre de 1927, The World of William Clissod, Herbert George Wells avance l'idée qu'une classe intermédiaire de techniciens et d'ingénieurs a un rôle important à jouer à l'Ouest alors que Staline lui dénie ce rôle réservé, selon lui, au prolétariat. Si Keynes soutient Wells, c'est pour remarquer aussitôt que ce dernier ne dit pas ce que doit faire ce groupe social. C'est justement ce que Keynes cherche à définir et d'une certaine façon à théoriser.

#### Keynes et la fin du laissez-faire
Dans « La fin du laissez-faire », issu d'une communication prononcée le 6 novembre 1924 à la conférence annuelle de la Sidney Ball Foundation à Oxford, puis à l'université de Berlin en juin 1926, selon Van de Velde, il soutient la thèse qu'« une page de l'histoire anglaise et occidentale a été irrémédiablement tournée au seuil du XXe siècle ; celle qui avait consacré un consensus autour du laissez-faire comme unique moyen d'accéder à la prospérité ». S'interrogeant sur les raisons de l'« autorité du laissez-faire » au XIXe siècle, il émet plusieurs hypothèses :
- l'influence de l'école de Manchester et « les histoires éducatives de Miss Martineau et Mrs Marcet qui impriment dans les mentalités populaires l'idée que le laissez-faire est la conclusion pratique de l'économie orthodoxe ». Sur ce point il estime que « l'expression la plus outrée et la plus dithyrambique de la religion de l'économie » se trouve dans le livre de Frédéric Bastiat[K 1], les Harmonies économiques ;
- le parallélisme étroit entre le laissez-faire et le darwinisme qu'Herbert Spencer est le premier auteur connu à observer[K 2] ;
- les insuffisances scientifiques du protectionnisme d'une part et du socialisme marxiste d'autre part[K 3].

Sur le plan des politiques économiques, Keynes propose certaines pistes. Concernant les grandes entreprises d'utilité publique, il préfère la mise en place d'entités autonomes (telles que les grandes universités) ou semi-autonomes à des organismes placés sous la responsabilité directe des ministères d'État. S'il est contre le socialisme d'État qui pour lui découle des théories de Jeremy Bentham, il assigne quand même quatre responsabilités aux pouvoirs publics : le « contrôle délibéré de la monnaie et du crédit », la « collecte de données relatives à l'état des affaires et leur diffusion à grande échelle », la détermination du niveau de l'épargne et de l'investissement et une « politique réfléchie touchant la taille de la population ».
Ces idées sont reprises avec une texture institutionnaliste dans un discours prononcé à la Liberal Summer School de Cambridge en août 1925, intitulé « Suis-je un libéral ? » qui sera publié dans The Nation et l’Atheneum les 8 et 15 août 1925.
Keynes suit John Rogers Commons qui distingue trois ordres économiques successifs : l'ère de la rareté, celle de l'abondance (dont il situe l'apogée au XIXe siècle) et enfin l'ère de la stabilisation dans laquelle les deux hommes pensent entrer. Cette troisième période est marquée par une diminution de la liberté individuelle liée surtout à la montée en puissance des grandes entreprises et des cartels, des corporations et des syndicats. Dans ces circonstances, la véritable mission du nouveau libéralisme est d'arriver à « contrôler et à diriger les forces économiques dans l'intérêt de la justice et de la stabilité sociale », aussi en appelle-t-il à la définition d'« une politique nouvelle et d’instruments nouveaux pour adapter et contrôler le jeu des forces économiques, de façon que celles-ci ne heurtent pas brutalement ce qu'on regarde aujourd'hui comme normal en matière de stabilité et de justice sociale ».

#### Keynes et son rapport au féminisme
Il est important de mettre en avant l'engagement marqué de Keynes en faveur des droits des femmes. Ce dernier faisait partie du groupe Bloomsbury, aux côtés de Virginia Woolf; groupe dont l'objectif est de « dénoncer les valeurs conservatrices et la morale sexuelle de la société victorienne ». Keynes adopte une position similaire à celle de John Stuart Mill, voyant ainsi en les lois concernant le mariage et la contraception des obstacles à l'émancipation des femmes. Keynes lie également cette question épineuse qu'est la liberté des femmes à un enjeu économique, en évoquant l'indissociabilité de cette liberté au contrôle des naissances, dont l'enjeu était la taille de la population. Il évoque également le « salaire familial », qui serait un moyen de quantifier l'activité non rémunérée de la femme au sein de sa famille,.

#### Le pacifisme de Keynes
John Keynes se déclare profondément pacifiste et appelle en 1925 au désarmement intégral de l'Empire britannique dans l'espoir que le reste des pays suivront la trace de l'Empire. Cette pensée s'oppose donc ardemment au keynésianisme militaire, qui évoque une relance économique par une hausse des dépenses militaires.

## Révolution keynésienne:Théorie générale de l'emploi, de l'intérêt et de la monnaie
L'expression « révolution keynésienne » a été utilisée pour la première fois par Lawrence Klein en 1947, dans un ouvrage intitulé The Keynesian revolution. Deux traits majeurs sont à souligner : la réfutation de la loi de Say, en tant que croyance en une régulation optimale par les seuls marchés, et d'autre part, la création d'un cadre analytique donnant une assise rationnelle à des politiques économiques.

### Théorie générale face aux classiques[27]
Tout d'abord, c'est une théorie de l'emploi et de la production considérés comme un ensemble, et non, comme chez les classiques, une théorie des usages alternatifs d'une quantité de ressources donnée.
Pour Keynes, une économie de marché ne possède pas de mécanisme qui la conduise de façon automatique vers le plein emploi de ses ressources, d'où la possibilité d'un chômage involontaire qui rend nécessaire une intervention extérieure au marché.
Keynes raisonne d'emblée en termes macroéconomiques d'offre globale et de demande globale. Dans son cadre macroéconomique, la production, et donc l'emploi, dépendent des dépenses. Si la demande n'est pas suffisante, les entreprises ne produiront pas assez et n'emploieront pas tous les salariés d'où la nécessité pour le gouvernement de conduire des politiques de soutien à la demande, c'est-à-dire de soutien à la consommation et/ou à l'investissement. Keynes insiste particulièrement sur l'investissement.
Pourquoi à la différence des classiques n'y a-t-il pas d'équilibre automatique ?
C'est le cœur de sa réfutation de la loi de Jean-Baptiste Say qui énonce que l'offre crée sa propre demande. Cette loi fonde ou plutôt exprime l'optimisme et aussi le naturalisme de l'économie classique qui veut que sur le long terme il ne puisse y avoir de crise économique. C'est en pensant à elle que Keynes a été amené à dire que sur le long terme nous serons tous morts. Si Keynes est si sensible à ce point, c'est surtout que, d'une manière ou d'une autre, c'est sur ce fondement que ses propositions de politique économique des années 1920 ont été refusées.
Les arguments de Keynes sont les suivants :
D'une part, l'argent peut être recherché pour lui-même de sorte que le revenu gagné ne sera pas forcément consommé et investi mais qu'il sera conservé sous forme de liquidité empêchant l'égalité entre l'offre globale, et la demande globale. Nous sommes ici au cœur d'une différence importante avec les classiques, pour qui la monnaie n'a pas d'influence sur les mécanismes réels de l'économie. Comme il est souvent dit : dans l'économie classique, la monnaie est un voile.
Par ailleurs pour les classiques (les classiques anglais sont souvent des disciples de Jeremy Bentham) la connaissance est certaine et les producteurs sont censés savoir exactement ce que va être la demande. Pour Keynes, au contraire, ils font des prévisions et il existe des incertitudes. Or si les entrepreneurs font des prévisions (appelées « demandes effectives ») pessimistes, automatiquement il y aura du chômage. Rappelons que dans le concours de beauté de Keynes, les prévisions ne se font pas à partir de faits objectifs. Keynes s'est inspiré sur ce point d'un concours organisé par un magazine pour désigner les six plus beaux visages. Les gagnants étaient ceux dont le choix se rapprochait le plus de celui de la moyenne des lecteurs. Aussi les tenants du concours étaient-ils induits à ne pas désigner la personne dont le visage leur plaisait le plus mais celui dont ils pensaient qu'il plairait au plus grand nombre. Si ce mécanisme est surtout présent dans le domaine financier qui, pour lui, menace toujours de tourner au casino, il illustre aussi un des biais qui peut frapper les prévisions.
Pourquoi la théorie classique ne prévoit-elle pas l'existence du chômage involontaire ?
Parce qu'elle suppose que les salaires sont flexibles et s'adaptent à la demande, à la hausse comme à la baisse. Pour Keynes une réduction des salaires nominaux détruit du pouvoir d'achat et donc fait baisser les prix de vente et pour finir pèse sur les profits, d'où son insistance sur la nécessité de garder des salaires élevés en cas de dépression. Keynes réfute ainsi un mécanisme d'auto-ajustement par la baisse des prix et le canal des taux d'intérêt (dit effet Keynes) que l'école de la synthèse croiera entrevoir dans ses travaux.

### Autres points saillants de la Théorie générale
- Dans la théorie générale, Keynes[S 24] tend à suggérer que la tendance à investir est en général faible, à cause de l'incertitude des marchés. Il considère la puissance de l'investissement au XIXe siècle comme une exception. D'où chez lui une certaine insistance sur le rôle de l'État incitateur dans ce domaine.
- Keynes estime que le taux d'intérêt ne sert pas à équilibrer l'épargne et l'investissement. C'est le prix de la monnaie, pas du capital. Rappelons ici que le crédit est le principal outil de création monétaire et que l'ampleur du crédit dépend du taux d'intérêt. Par ailleurs, pour lui, la monnaie est exogène c'est-à-dire que ce sont les autorités monétaires qui fixent le montant de la masse monétaire en circulation.
- La consommation dépend du revenu et d'une propension marginale à consommer qui suit la loi psychologique fondamentale « à laquelle nous pouvons faire toute confiance, à la fois a priori en raison de notre connaissance de la nature humaine et a posteriori en raison des enseignements détaillés de l'expérience… qui veut qu'en moyenne et la plupart du temps les hommes tendent à accroître leur consommation à mesure que leur revenu croît, mais non d'une quantité aussi grande que l'accroissement du revenu »[32].
- Il reprend aussi de Richard Kahn la notion de multiplicateur qui veut qu'un euro d'investissement ou de dépense supplémentaire provoque une augmentation du PIB d'un montant supérieur à 1.
- Sur le plan des salaires Keynes distingue le salaire nominal (celui perçu) et le salaire réel (plus ou moins le salaire hors inflation). Keynes à la différence des classiques pense qu'il n'est pas possible de diminuer le salaire nominal, mais qu'il est possible de jouer sur l'inflation. En plus de divers arguments économiques (syndicats, droit du travail, etc.) pour expliquer pourquoi les salaires nominaux sont chez lui rigides, il convient de noter que Keynes est très sensible à l'art de la persuasion - c'est pourquoi il appréciait Winston Churchill. Dans cette optique, il est plus facile si l'on veut faire baisser la masse salariale de recourir à l'illusion monétaire c'est-à-dire à l'inflation.

### Outils théoriques et politiques économiques

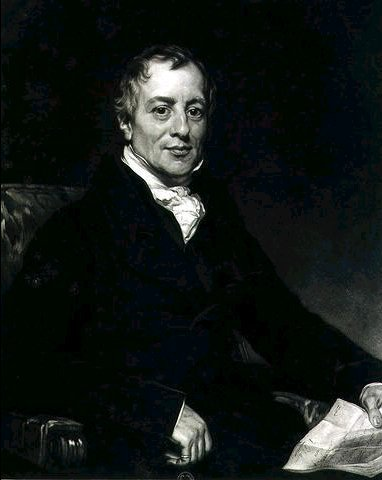
David Ricardo, un des plus grands économistes classiques du XIXe siècle. Keynes s'oppose à lui sur trois points majeurs : la loi de Say, la valeur travail et sur l'objet de la science économique. Pour Ricardo c'est d'abord la répartition, pour Keynes c'est d'abord agir sur la production par le biais de la demande pour éviter le chômage.

Keynes n'est pas le premier économiste à récuser la loi de Say. Thomas Malthus puis Jean de Sismondi se sont déjà opposés à Ricardo sur ce point. Mais, il diffère de ses prédécesseurs en proposant une théorie alternative. Sur le plan théorique, comme Ricardo, Keynes estime qu'il convient de trouver les quelques variables clés (pour lui, la consommation, l'investissement, les taux d'intérêt, la demande et l'offre de monnaie principalement) pour donner un sens à un problème complexe.
Si Keynes aime les théoriciens intuitifs, tels Thomas Malthus ou Stanley Jevons, parce qu'ils sont plus créatifs, c'est pourtant à Alfred Marshall, un synthétiseur, un compilateur, qu'il doit sa conception de la théorie comme création d'outils pour la découverte des vérités concrètes. C'est justement parce qu'elle fournit des outils capables d'être adoptés par un large spectre d'économies que la théorie keynésienne va rapidement être adoptée « aussi bien par des libéraux et des radicaux anglo-saxons que par des travaillistes britanniques, des sociaux-démocrates et socialistes réformateurs d'Europe, ou encore par des chrétiens démocrates, des réformateurs sociaux, des tenants du développement économique national, héritiers de Colbert, List ou Carey ». Keynes est conscient de cela comme le montre une lettre à Gardiner Means le 10 août 1939 :

« Je voudrais insister sur la distinction entre ma théorie générale, vue comme une théorie plus ou moins générale, et les applications qui peuvent en être faites dans différentes circonstances en fonction de divers jeux d'hypothèses réalistes… Je vois la théorie comme applicable aussi bien à une économie flexible que rigide ou dans une position intermédiaire. »

Les outils théoriques qui seront perfectionnés par les néokeynésiens vont donner un fondement à la politique macro-économique.
Keynes ne propose pas de remplacer le marché et le système des prix par la planification mais, à travers les politiques économiques de relance ou de stabilisation, de réguler le marché tout en laissant les individus libres de dépenser ce qu'ils ont gagné.
Pour comprendre le sens des politiques économiques keynésiennes, il est possible de se référer ici à Walter Lippmann, pour qui il convient « de redresser la balance des actions privées par des actions publiques de compensation ».

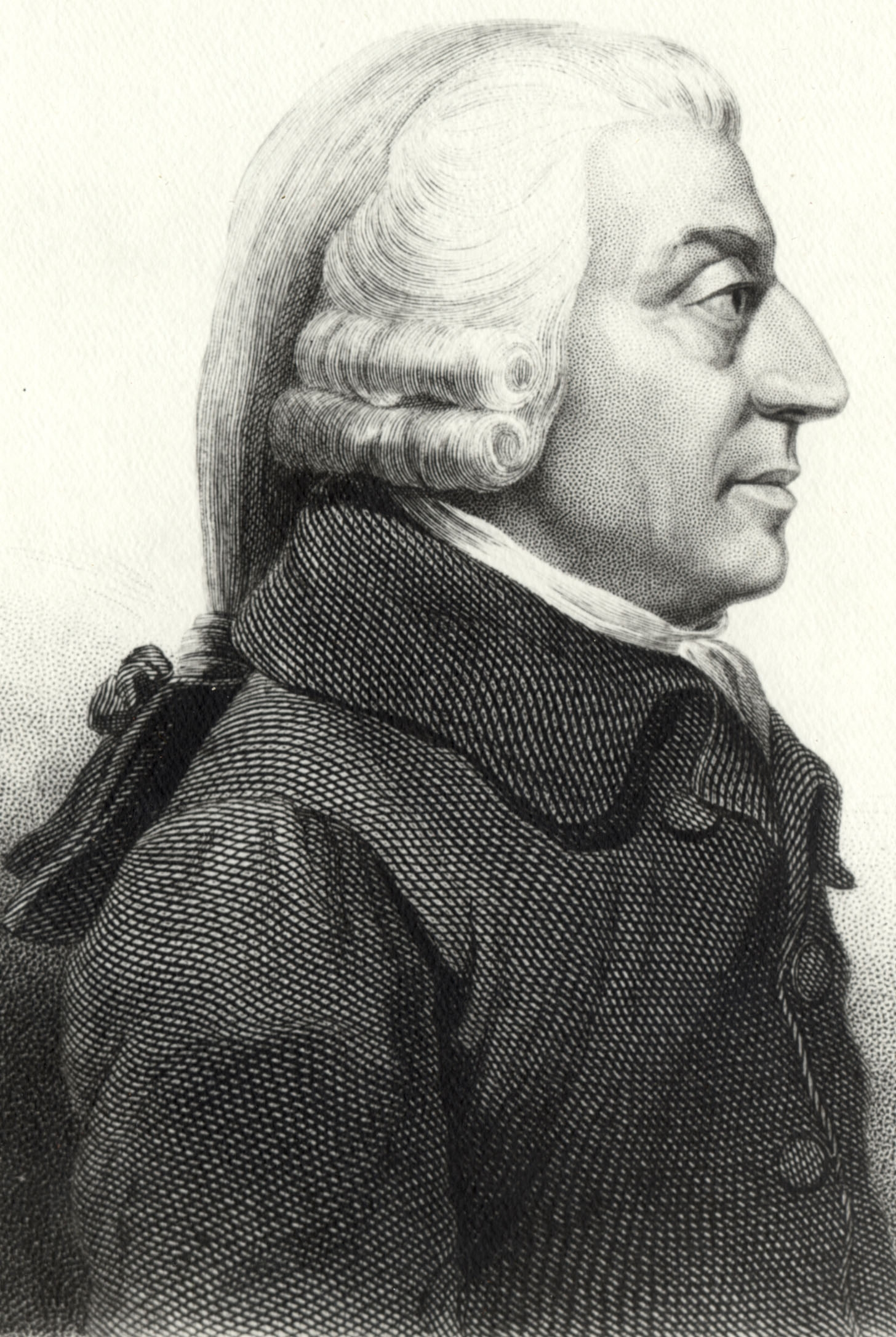
Adam Smith un économiste que Keynes appréciait. Après Bretton Woods, il écrira qu'il n'a pas aboli la vision mais qu'il a utilisé l'analyse économique moderne pour la mettre en pratique

Keynes fait référence au moins deux fois à la main invisible. Dans des articles parus dans le Times des 12 au 14 janvier 1937, il souligne qu'« il n'y a pas de raison pour supposer qu'il y ait une main invisible, un contrôle automatique du système économique, qui de lui-même assure que le montant de l'investissement actif soit continuellement au niveau requis ». Mais, si la main invisible ne conduit pas automatiquement à l'optimum économique, comme le montre également son opposition à la loi de Say, il existe malgré tout des forces du marché (la main invisible), qui tendent, sous certaines conditions institutionnelles, à pousser vers l'équilibre : « Il y a en ces matières de forts courants souterrains à l'œuvre, des forces naturelles comme disent certains, ou même la main invisible, qui poussent vers l'équilibre »
Si Keynes puis les néokeynésiens vont donner à l'État les outils lui permettant de mener des politiques économiques, il convient de noter qu'il n'entend pas l'État au sens juridique ou au sens français, mais au sens large, c'est-à-dire au sens d'institutions publiques ou privées poursuivant l'intérêt public plutôt qu'un intérêt privé à court terme. Toutefois, sa tendance élitiste et technocratique semble le rapprocher des hauts fonctionnaires qui mettront en œuvre le keynésianisme en France durant les Trente Glorieuses et, l'éloigner des néokeynésiens américains plus démocrates, plus favorables aux contre-pouvoirs tant au niveau politique qu'économique.
Si l'on examine le contenu des politiques économiques, Keynes se montre favorable à une politique d'aisance monétaire et confie à la politique budgétaire le rôle de lutter contre la dépression ou contre l'inflation.
Concernant les politiques de relance fondées sur la demande, il est réticent au réglage fin de la consommation développée par James Meade durant la guerre. Deux raisons au moins expliquent cette réserve de Keynes : pour lui l'important c'est surtout l'investissement, pas tant la consommation ; par ailleurs, il pense en 1943-1944, que l'Economic Section de Lionel Robbins et de James Meade néglige trop les problèmes structurels de l'économie anglaise et donc les investissements nécessaires pour les surmonter. Dans les trois articles publiés dans le Times déjà cités, Keynes suggère que les budgets doivent être équilibrés sur un cycle, c'est-à-dire qu'il peut y avoir des déficits en période de basse conjoncture mais qu'il faut alors des excédents en période haute. Quand il réfléchissait à l'objectif de plein emploi non inflationniste à atteindre, Lord Beveridge fixait ce taux à 3 %, Keynes pensait lui à 4,5 %.
La révolution keynésienne en plus de ses vertus propres se répand rapidement, parce qu'elle est concomitante à une autre révolution moins visible mais très prégnante dans la synthèse néoclassique : la mathématisation des sciences économiques. Si Keynes appelait de ses vœux le développement de la comptabilité nationale nécessaire pour fournir les informations utiles à ceux qui établissent les politiques économiques, il se méfiait de la mathématisation de l'économie car il avait peur qu'elle tende à faire croire que l'économie était une science naturelle. Keynes ne croit pas que l'économie doive rendre compte de l'ensemble de la nature humaine, comme c'est la tentation chez Léon Walras ou dans l'utilitarisme de Jeremy Bentham. Elle a le rôle plus limité de forger des outils pour essayer d'améliorer l'existant. Dès la publication en 1944 du White Paper on Employment Policy, Keynes, sentant revenir chez certains économistes la tentation walrassienne et benthammienne, ironise sur ce qu'il appelle la « joie par les statistiques » (Joy through Statistics)

### Limites de la Théorie générale
La Théorie générale de l'emploi de l'intérêt et de la monnaie n'est pas si générale que cela, ainsi que le détaille Robert Skidelsky, le biographe de Keynes.
En effet, elle se focalise sur la demande comme cause de sous-emploi mais laisse de côté de nombreux autres facteurs. Si Keynes est conscient des problèmes structurels qui peuvent marquer le marché de l'emploi, il n'en parle pas dans la Théorie générale.
D'une manière générale sa vision de court terme tend à l'éloigner des changements structurels qui sont une des conditions de l'équilibre chez les classiques, les néo-classiques et l'école suédoise. Le problème des évolutions structurelles sera au cœur de la controverse entre les modèles de croissance développés par Solow et par Harrod-Domar.
Pour les post-keynésiens, si Keynes a profondément bouleversé l'analyse économique, sa pensée reste tributaire de certains axiomes qui le rattachent fermement à l'école classique : la loi des rendements décroissants, l'exogénéité de la monnaie ainsi que l'égalité de l'épargne et de l'investissement. D'où, pour eux, la facilité avec laquelle les analyses keynésiennes ont pu être récupérées par les économistes orthodoxes.

### Deux grandes interprétations de la Théorie générale

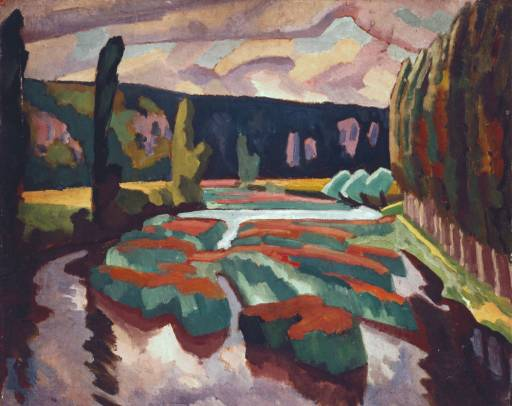
Rivière avec des peupliers, 1912, Tate Gallery peinture de Roger Fry.

À partir d'une réunion à Oxford en septembre 1936, deux grandes lignes d'interprétations vont se faire jour.
La première, celle de la synthèse néo-classique des néokeynésiens, va interpréter la théorie à l'intérieur du cadre walrassien et laisser de côté incertitude et « esprits animaux » des acteurs économiques. Pour ces théoriciens, on peut dire, reprenant une expression de Don Patinkin, dans la Théorie générale, « la voix est celle de Marshall mais les mains sont celles de Walras ». Vu sous cet angle, Keynes en réduisant le nombre de variables-clé rend possible une utilisation pratique de l'équilibre général, c'est-à-dire que des enseignements intéressants pour le monde réel peuvent en être immédiatement tirés. Cette interprétation de Keynes exposée pour la première fois dans l'article de 1937 de John Hicks intitulé « Mr. Keynes and the Classics » puis diffusée à travers le livre d'Alvin Hansen A Guide to Keynes de 1949 marquera la façon dont Keynes est perçu jusqu'à nos jours dans les manuels d'économie
La seconde ligne d'interprétation donnera naissance au courant des post-keynésiens. Ceux-ci, voyant la révolution keynésienne comme une rupture complète d'avec l'orthodoxie néo-classique, insistent fortement sur deux points laissés de côté par les néokeynésiens : l'incertitude et les « esprits animaux ».

## John Maynard Keynes, le libre-échange et le protectionnisme

### Le tournant de la crise de 1929
Selon la théorie keynésienne, les déficits commerciaux sont nuisibles. Les pays qui importent plus qu'ils n'exportent affaiblissent leur économie. Lorsque le déficit commercial augmente, le chômage augmente et la croissance du PIB ralentit. Et les pays excédentaires exercent une « externalité négative » sur leurs partenaires commerciaux. Ils s'enrichissent aux dépens des autres et détruisent la production de leurs partenaires commerciaux. John Maynard Keynes pensait que les produits des pays excédentaires devaient être taxés pour éviter les déséquilibres commerciaux.
Au début de sa carrière, Keynes était un économiste proche de Alfred Marshall, profondément convaincu des bienfaits du libre-échange. À partir de la crise de 1929, prenant acte de l’engagement des autorités britanniques de défendre la parité-or de la livre sterling et la rigidité des salaires nominaux, il adhère progressivement aux mesures protectionnistes.
Le 5 novembre 1929, auditionné par le comité MacMillan (en) pour sortir l’économie britannique de la crise, Keynes indique que la mise en place de tarifs sur les importations contribuerait au rééquilibrage de la balance commerciale. Le rapport du comité affirme dans une partie intitulée « contrôle des importations et aide aux exportations , que dans une économie où il n'y a pas de plein emploi , l’instauration de tarif peut améliorer la production et l’emploi. Ainsi la diminution du déficit commercial favorise la croissance du pays.
En janvier 1930, dans le cadre de l'Economic Advisory Council , Keynes propose la mise en place d’un système de protection pour réduire les importations. À l’automne 1930, il propose un tarif uniforme de 10 % sur toutes les importations et des subventions d’un même taux pour toutes les exportations. Dans le Traité de la monnaie, paru en automne 1930, il reprend l'idée des tarifs ou autres restrictions des échanges dans le but de réduire le volume des importations et de rééquilibrer la balance commerciale.
Le 7 mars 1931, dans le New Statesman and Nation, il écrit un article intitulé Proposition pour un revenu tarifaire. Il fait remarquer que la réduction des salaires conduit à une diminution de la demande nationale qui contraint les débouchés. Il propose plutôt l’idée d’une politique expansionniste associée à un système tarifaire pour neutraliser les effets sur la balance commerciale. L’application de tarifs douaniers lui apparaît comme « incontournable quel que soit le chancelier de l’Echiquier ». Ainsi, pour Keynes, une politique de relance de l'économie n'est pleinement efficace que si on élimine le déficit commercial. Il propose une taxe de 15 % sur les produits manufacturés et semi-manufacturés et de 5 % sur certaines denrées alimentaires et matières premières, d’autres nécessaires aux exportations étant exemptées (laine, coton).
En 1932, dans un article intitulé Les pro et les anti-tarifs, publié dans The Listener, il envisageait la protection des agriculteurs et de certaines secteurs comme l’industrie automobile et l’industrie du fer et de l’acier, considérant qu’ils sont indispensables à la Grande-Bretagne.

### La critique de la théorie desavantages comparatifs
Dans la situation de l’après-crise de 1929 , Keynes jugeait les hypothèses du modèle libre-échangiste irréalistes. Il critique par exemple, l’hypothèse néoclassique d’ajustement des salaires,.
Dès 1930, dans une note qu’il adresse à l’Economic Advisory Council, il doute de l’intensité du gain résultant de la spécialisation dans le cas des biens manufacturés . Alors qu’il participe au comité MacMillan (en), il avoue ne plus « croire à un très haut degré de spécialisation nationale » et refuse d'« abandonner toute industrie incapable, pour le moment, de survivre ». Il critiquera également la dimension statique de la théorie de l’avantage comparatif qui selon lui, en fixant définitivement les avantages comparatifs, conduit, dans les faits, à un gaspillage des ressources nationales,.
Dans le Daily Mail du 13 mars 1931, il qualifie de « non-sens » l’hypothèse de parfaite mobilité sectorielle du travail puisqu’elle stipule qu’une personne mise au chômage contribue à réduire le taux de salaire jusqu’à ce qu’elle retrouve un emploi. Mais pour Keynes, ce changement d’emploi peut impliquer des coûts (recherche d’emploi, formation)et n’est pas toujours possible . D’une manière générale, pour Keynes, les hypothèses de plein emploi et de retour automatique à l’équilibre discrédite la théorie des avantages comparatifs,.
En juillet juin 1933, il publie dans le New Statesman and Nation un article intitulé De l'autosuffisance nationale. Il y critique l’argument de la spécialisation des économies, qui est le fondement du libre-échange. Il propose ainsi la recherche d’un certain degré d’autosuffisance. À la place de la spécialisation des économies préconnisée par la théorie ricardienne des avantages comparatifs, il préfère le maintien d'une diversité d’activités pour chaque nation. Il y réfute le principe selon lequel le commerce apporte la paix entre les nations. Sa vision du commerce est devenue celle d’un commerce où les capitalistes étrangers se livrent bataille pour la conquête de nouveaux marchés. Il y défend l'idée de produire sur le sol national quand cela est possible et raisonnable et exprime sa sympathie envers les partisans du protectionnisme,. Toutefois, il se méfie toujours de ceux qui prônent un changement radical de doctrine économique, comme le souhaitait l'aile gauche du parti travailliste.
Il note dans De l'autosuffisance nationale,, : « Dans un monde rationnel, un degré considérable de spécialisation internationale est nécessaire dans tous les cas où il est dicté par de grandes différences de climat, de ressources naturelles, d'aptitudes indigènes, de niveau de culture et de densité de population. Mais pour une gamme de plus en plus étendue de produits industriels, et peut-être aussi de produits agricoles, je doute que la perte économique de l'autosuffisance nationale soit suffisamment importante pour l'emporter sur les autres avantages qu'il y aurait à faire entrer progressivement le produit et le consommateur dans le cadre de la même organisation nationale, économique et financière. L'expérience s'accumule pour prouver que la plupart des procédés modernes de production de masse peuvent être exécutés dans la plupart des pays et des climats avec une efficacité presque égale. »
Il écrit également dans De l'autosuffisance nationale,, : « Je me sens donc plus proche de ceux qui souhaitent diminuer l'imbrication des économies nationales que de ceux qui voudraient l'accroître. Les idées, le savoir, la science, l'hospitalité, le voyage, doivent par nature être internationaux. Mais produisons chez nous chaque fois que c'est raisonnablement et pratiquement possible, et surtout faisons en sorte que la finance soit nationale. »
Plus tard, Keynes entretenait une correspondance écrite avec Meade centrée sur la question de la restriction aux importations. Keynes et Meade discutait du meilleur choix entre quota et tarif. En mars 1944, Keynes entamait une discussion avec Marcus Fleming après que ce dernier eut écrit un article intitulé Quotas versus dépréciation. À cette occasion, on constate qu'il a définitivement pris une position protectionniste après la Grande Dépression. Il considérait en effet, que les quotas pouvaient être plus efficace que la dépréciation de la monnaie pour faire face aux déséquilibres extérieurs. Ainsi, pour Keynes, la dépréciation de la monnaie n'était plus suffisante et les mesures protectionnistes devenaient nécessaires pour éviter les déficits commerciaux. Pour éviter le retour des crises dues à un système économique autorégulé, il lui paraissait indispensable de réguler les échanges commerciaux et arrêter le libre-échange (dérégulation du commerce extérieur). Ainsi il ne croit plus à la théorie de l'avantage comparatif (sur laquelle est basée le libre échange) qui stipule que le déficit commercial n'a pas d'importance, puisque les échanges commerciaux sont mutuellement profitables.
Cela explique aussi sa volonté de remplacer la libéralisation du commerce international (libre échange) par un système de régulation visant à éliminer les déséquilibres commerciaux dans ces propositions pour les accords de Bretton Woods.

## Keynes et les relations internationales

### Keynes dans le débat entre le protectionnisme et les préférences impériales
Au début des années 1900, alors que Keynes finit ses études à Eton et intègre Cambridge, l'Angleterre connaît un vif débat qui oppose partisans du libre-échange et ceux qui, tel Joseph Chamberlain secrétaire d'État aux colonies, souhaitent favoriser le Commonwealth par le système des préférences impériales. Les principaux économistes anglais (Edgeworth, Marshall et Pigou) se prononcent en faveur du libre-échange dans un manifeste publié dans le Times. En plus des arguments économiques, Alfred Marshall met en avant que l'accord entre pays anglo-saxons est plus important que l'Empire.
Keynes se prononce alors en faveur du libre-échange. En effet, à la suite de Edmund Burke et des économistes classiques du XIXe siècle John Stuart Mill, Henry Fawcett, Charles Gide, Henry Sidgwick, Marshall, il considère que le libre-échange est favorable à la paix. Il soutient que si l'Angleterre optait pour la création d'un Empire isolé et auto-suffisant, cela conduirait à des luttes entre Empires qui menaceraient la paix mondiale. En 1909, dans un article de The Economist, Keynes insiste sur le fait que c'est grâce au libre-échange que Londres est la principale place financière mondiale et souligne les dangers des projets de Chamberlain à cet égard.
Toutefois, toute idée d'Empire n'est pas absente chez Keynes. Dans un essai scolaire, il distingue le patriotisme qu'il voit comme une appréciation positive de son pays du nationalisme qu'il perçoit comme une antipathie envers les autres incluant « un sentiment que la prospérité de quelqu'un d'autre se fait à notre détriment ». Aussi, chez lui la notion d'Empire n'est-elle pas celle des « jingoistes » d'amour de la suprématie ou de bloc isolé mais celle d'association d'États libres dont l'un n'est pas sans exercer un certain « despotisme éclairé » sur les autres.

### Keynes et l'économie politique internationale

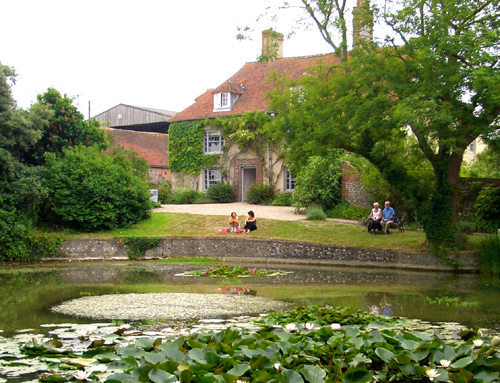
Charleston Farmhouse la résidence de campagne de Vanessa Bell où Keynes a écrit les Conséquences économiques de la paix. Sa propre résidence de campagne, Tilton, est située à quelques centaines de mètres de là.

D'août à novembre 1918, Keynes prend part à des discussions sur l'organisation économique des alliés qui ont lieu sous l'égide du Political Intelligence Department du ministère des affaires étrangères et auxquelles participe aussi le théoricien des relations internationales Alfred Zimmern. Keynes sera membre à partir de février 1919 du Supreme Economic Council qui suivra. Il aurait aimé que cette institution soit maintenue après le traité de Versailles mais son rôle fut partiellement dévolu à la Société des Nations. Dans son livre Les conséquences économiques du Traité de Versailles de 1919, Keynes insiste sur le fait qu'il manque une organisation économique de la paix.
Au début des années 1920, il met l'accent sur les liens entre le commerce international et la paix. Pour lui, le commerce permet la prospérité, qui elle-même engendre la modération et l'ordre. Par ailleurs, les peuples qui croient que leur intérêt dépend du commerce recherchent plus l'harmonie internationale que ceux qui mettent l'accent sur les conflits de pouvoir. Pour Donald Markwell, Keynes est alors proche de ceux qu'Hedley Bull appelle les Idéalistes de l'entre-deux-guerres tels qu'Alfred Zimmern, David Mitrany ou James Shotwell. Comme eux il pense que le traité de Versailles est mal conçu, comme eux il juge important de travailler à convaincre l'opinion publique des bienfaits de la paix, comme eux il est pour l'instauration d'un cadre légal international. Sur ce point, une certaine tension est perceptible chez lui entre l'importance de suivre la loi et sa méfiance envers un légalisme excessif. Sur le plan économique, un domaine peu exploré par les autres idéalistes, il insiste sur l'importance des arrangements économiques dans la poursuite de la paix. Pour Markwell, Keynes au niveau international est un libéral institutionnaliste à mi-chemin entre le libéralisme de laissez-faire et le socialisme.
Cet aspect institutionnaliste de Keynes est perceptible à plusieurs niveaux. Au niveau monétaire, la guerre de 1914 renforce chez lui une idée déjà exprimée dans Indian Currency selon laquelle il est possible de remplacer l'étalon-or par un système plus rationnel et plus stable. Dans une série d’articles publiés en 1922 dans le Manchester Guardian Commercial sur le thème de la reconstruction européenne, il se montre encore très en faveur du libre-échange. À partir de 1924, sa position évolue.
En janvier 1928, il écrit « le libre-échange du futur ne doit pas être fondé sur les avantages abstraits du laissez-faire que peu acceptent aujourd’hui mais sur les opportunités et les avantages concrets d’une telle politique ». D’un autre côté, il se décrit comme « terriblement effrayé par le protectionnisme comme politique de long terme ». Pour Markwell, il devient adepte d'un libre-échange qualifié (qualified free trade) dont les chapitres 23 et 24 de la Théorie générale donnent un aperçu. Il y insiste sur le fait que pour que le commerce international soit favorable à la paix il faut un système monétaire international qui permette des politiques de plein emploi

### Keynes et Bretton Woods

#### Relations américano-britanniques et financement de la guerre

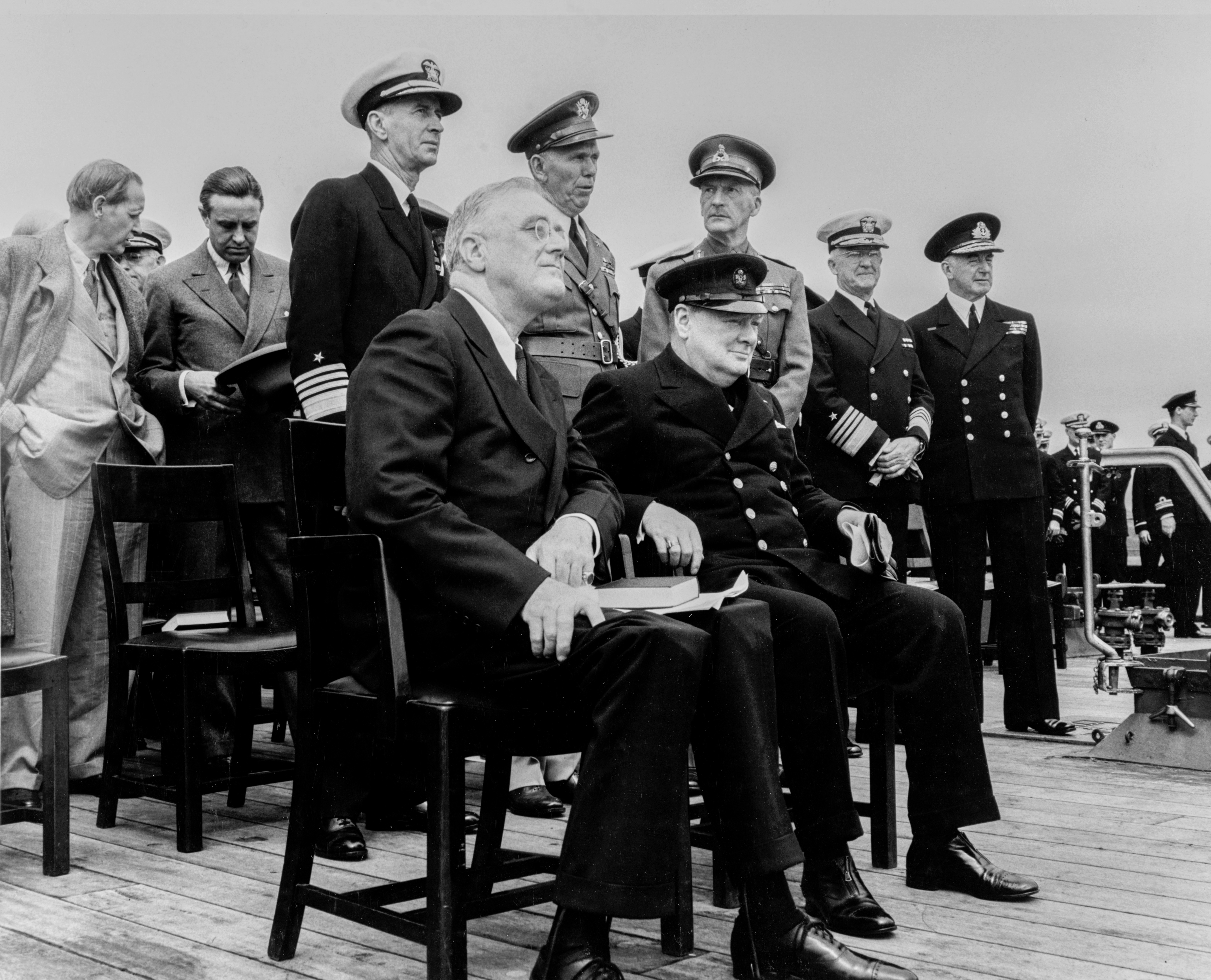
Franklin Delano Roosevelt et Winston Churchill à Argentia, à bord du durant la rencontre qui aboutit à la Charte de l'Atlantique. Peu après Roosevelt et Cordell Hull estimant n'avoir pas été bien compris par les Anglais sur l'importance qu'ils attachaient au libre-échange font rédiger l'article VII du Lend-lease, enclenchant par là le mécanisme qui a conduit à Bretton Woods puis au GATT

Au début de la guerre Keynes n'est guère favorable au libre-échange car il l'estime peu favorable à son pays. Pour Robert Skidelsky, « il y a… une fracture émotionnelle entre l'internationalisme libéral de Keynes et son patriotisme » qui n'aurait pas été un problème au XIXe siècle quand l'Angleterre menait « l'orchestre international ».
Au cours des négociations avec le ministère des affaires étrangères américain, ses réticences sur la perspective du retour au libre-échange après guerre, inquiètent. Aussi, Cordell Hull et ses conseillers qui se méfient également de l'impérialisme anglais et de la montée du socialisme en Europe en réfèrent à Roosevelt et décision est prise d'inclure dans le Lend-Lease anglais (accord américano-britannique de mars 1941) un article VII qui de facto oblige à un retour au libre-échange.
Cette attitude va avoir deux conséquences immédiates. D'une part, cela va pousser Keynes à s'allier de facto aux partisans anglais du libre-échange de l'Economic Section : Lionel Robbins et James Meade et à s'éloigner des impérialistes puissants à la Banque d'Angleterre et non dénués de toute influence dans l'entourage de Winston Churchill. Keynes engage une réflexion qui lui montre que l'abandon complet du libre-échange serait néfaste sur la place de Londres et conduirait politiquement à un monde qu'il désapprouve. D'autre part, cela pousse Keynes à bâtir à partir de l'été 1941 un projet de système monétaire axé sur une Clearing Union qui permettrait à l'Angleterre de satisfaire honnêtement (sans trop d'arrière-pensées) à l'article VII.
Globalement, la Clearing Union trouve sa source dans de nombreux écrits d'entre-deux-guerres et notamment le Treatise of Money. Elle s'articule autour d'une monnaie internationale le Bancor indexé de manière évolutive sur l'or, et de monnaies dont le cours est déterminé en Bancor. Chaque pays reçoit un montant en Bancor en fonction de sa part dans le commerce international. Si les taux de change sont fixes à court terme, à moyen terme, les monnaies doivent être réévaluées ou dévaluées de façon à équilibrer la balance extérieure. Par ailleurs, les mouvements de capitaux sont contrôlés et la Clearing Union peut participer à l'effort d'investissement et de reconstruction. En fait, et Keynes insiste là-dessus, elle peut comme une Banque centrale émettre de la monnaie.
Harry Dexter White de son côté, à la demande d'Henry Morgenthau le ministre dont il dépend, élabore à partir de décembre 1941 un autre projet où le dollar devient la monnaie pivot. Ce système comporte une institution qui deviendra le Fonds monétaire international pour aider aux ajustements des balances de paiement et du change. À la différence de la Clearing Union, où la participation au capital est créée en Bancor par la banque, ici les pays doivent apporter leur écot en fonction de leur puissance économique et en contrepartie, en cas de problèmes de balance des paiements, le FMI leur prête une certaine somme moyennant des conditions quant à la politique économique suivie. Incontestablement le premier projet est favorable à l'Angleterre qui est à court d'argent et qui cherche à maintenir son rang : la création du Bancor pouvant voiler le fait que la devise clé n'était plus la livre sterling mais le dollar.
Keynes sait que son pays n'a plus la capacité d'influencer le monde comme il l'a fait jusqu'en 1914, mais il cherche à mettre son pays dans la meilleure position possible de sorte qu'il puisse « cogérer » le monde avec les Américains. De ce point de vue, pour Keynes, la Clearing Union est clairement une institution que les Anglo-Américains ont vocation à diriger. Certains Américains, notamment Harry Dexter White, voient, au contraire, l'après-guerre dominée par les États-Unis et l'URSS.

#### Accords de Bretton Woods et Théorie générale

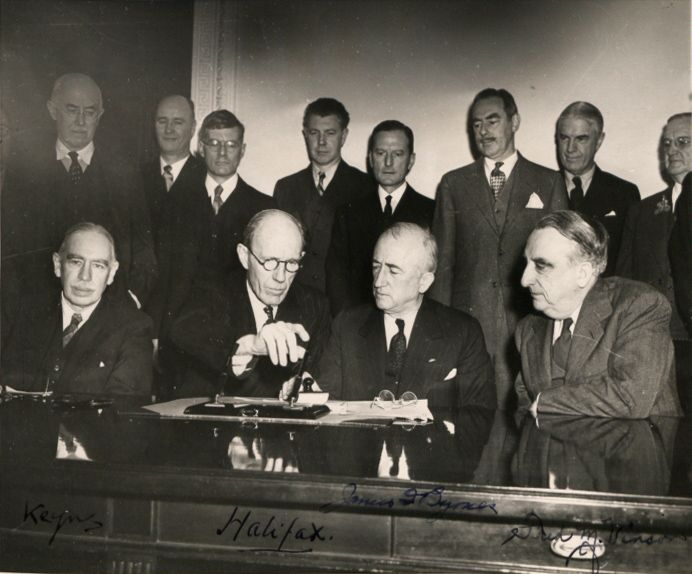
Signature de l'accord de prêt anglo-américain négocié par Keynes (assis à gauche) pour le Royaume-Uni (décembre 1945).

Les plans Keynes et White sont publiés en avril 1943. Les négociations aboutissent, en avril 1944, à un Joint Statement by experts bâti sur le plan White. Les Américains qui mènent le jeu estiment le plan Keynes trop novateur et potentiellement trop inflationniste. Le 25 mai 1944, Cordell Hull invite 45 nations à Bretton Woods pour finaliser les accords. Auparavant, il y eut une dernière réunion de cadrage à Atlantic City où Keynes obtient que les pays fixent eux-mêmes leur taux de change et que les institutions ne commencent à fonctionner que lorsque l'Angleterre et les États-Unis le décideront. À Bretton-Woods, finalement il ne restera que peu de choses à régler, Harry Dexter White ayant fait en sorte que le seul vrai problème à finaliser soit celui des quotes-parts qui déterminent le poids des votes au FMI.

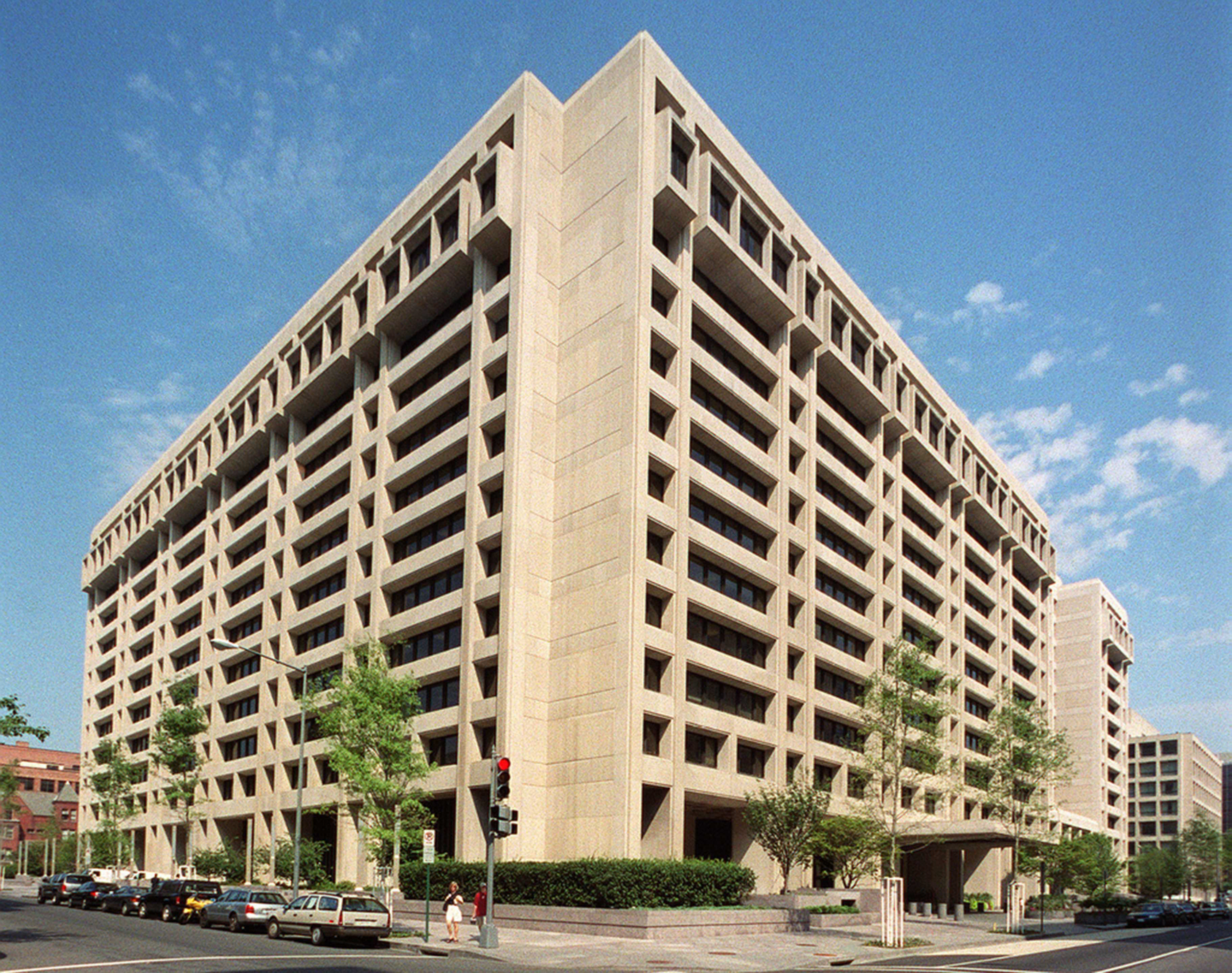
Le siège du FMI à Washington, Keynes aurait préféré que le siège soit à New York de façon qu'il soit moins proche des lieux de pouvoir des États-Unis.

On peut s'interroger sur les raisons qui font que Keynes a non seulement accepté mais s'est également assez fortement engagé pour le faire adopter au prix de certaines licences avec la réalité (Robert Skidelsky préfère parler d'ambiguïtés).
Pour ce dernier, si le système de Bretton Woods a une idéologie sous-jacente, c'est celle de Henry Morgenthau qui voulait concentrer le pouvoir financier et monétaire à Washington, pas celle de la Théorie générale. Si Keynes accepte, malgré tout, les accords de Bretton Woods, c'est qu'ils permettent de soumettre les États-Unis à un certain nombre de règles internationales. Mais, globalement les Britanniques auraient surtout obtenu des clauses échappatoires.
Mais les choses peuvent être vues différemment. Tout d'abord, l'opposition entre le plan Keynes et le plan White doit être nuancée par le fait que les milieux bancaires et financiers ne voulaient d'aucun des deux plans et se seraient satisfaits d'un retour au laissez faire. De fait, cette opposition de certains milieux d'affaires a créé une solidarité entre les deux délégations lors des négociations finales. Par ailleurs, la lecture de l'ouvrage de Donald Markwell Keynes and International relations mène à penser que le système de Bretton Woods porte plus fortement que cela ne ressort de l'ouvrage de Skidelsky, l'empreinte des chapitres 23 et 24 de la Théorie générale. En effet, pour cet auteur, il est possible de déduire de la Théorie générale un certain nombre d'éléments que Keynes considère comme favorables à la paix sur lesquels Keynes a obtenu pour partie satisfaction.
Premier élément important pour Keynes, les politiques de plein emploi. Sur ce point, ce n'est qu'à partir du moment où Alvin Hansen (un économiste américain d'inspiration keynésienne introduit dans les cercles du pouvoir) et Luther Gulick lui ont rendu visite en septembre 1941, pour lui indiquer qu'à Washington d'autres plaçaient également le plein emploi au même niveau de priorité que le libre-échange que Keynes a accepté l'idée de retour au libre-échange. Pour Alvin Hansen, il s'agissait d'atteindre un haut niveau d'emploi et la stabilité économique à travers le commerce mondial et la coopération internationale. Sur ce point, Keynes est conscient que si les économistes américains qui participent aux négociations sont plus favorables au libre-échange que lui, ils sont malgré tout majoritairement des New Dealers très marqués par la Théorie générale et qu'il a intérêt à ne pas laisser passer cette chance.
Deuxième élément, la mise en place d'un système monétaire international expansionniste qui permette des variations des cours des devises et offre une assistance en cas de balance des paiements déficitaire. Le système de Bretton Woods s'est révélé de fait expansionniste et inclut une assistance aux pays en difficulté même si elle est plus conditionnelle et limitée qu'il ne l'aurait souhaité.
Troisième point : la création d'un mécanisme d'ajustement qui ne fasse pas supporter tout le poids de celui-ci par les pays déficitaires les forçant à des politiques de récession. Ici, les résultats sont plus modestes même si la clause de la monnaie rare a finalement poussé les Américains à s'ouvrir au commerce mondial ce qui était un des buts.
Enfin, la mise en place d'un système destiné à financer le développement international. La création de la Banque mondiale a contribué à financer la reconstruction d'après-guerre puis le développement. Après avoir négligé cette institution dans un premier temps, Keynes a mis beaucoup d'espoir en elle. Pendant l'immédiat après-guerre, ces ressources étant insuffisantes, l'idée de Keynes selon laquelle les États-Unis devaient accorder de vastes avances a été réalisée par le biais du plan Marshall.
En règle générale, les accords de Bretton Woods et la Théorie générale ont permis d'éviter les errements de l'après Première Guerre mondiale en organisant un système monétaire qui fonctionne et en dégageant les fonds nécessaires à la reconstruction. Les spécialistes de Keynes se posent souvent la question de savoir s'il est revenu, après Bretton-Woods, à son engagement premier en faveur du libre-échange. Pour Roy Forbes Harrod, la réponse est positive. Pour Donald Markwell, au contraire, Keynes n'est pas revenu à sa croyance libérale classique d'avant guerre, il est devenu un partisan de ce qu'il nomme un libre-échange conditionnel (qualified free trade) c'est-à-dire encadré par des lois et des institutions de façon qu'il soit compatible avec le plein emploi et avec des balances de paiements pas trop déséquilibrées.
Sur un point, les accords de Bretton Woods sont un échec important pour Keynes. Le dollar est devenu la monnaie de référence en opposition avec sa proposition de baser le système sur une unité de compte extérieure aux nations,. De plus, même si on les a mis hors la loi dans les statuts du FMI, le nouveau système de changes fixes et ajustables ne pénalise pas, par des mécanismes automatiques, les déficits et les excédents les plus importants des balances de paiement. Enfin, pour durer, il suppose que les États-Unis fassent l'effort de rigueur pour maintenir la crédibilité du cours du dollar en or, alors que ceux-ci, bénéficiant du rôle mondial du dollar comme monnaie de réserve et de transaction internationale, profiteront de cet avantage dans les décennies suivantes pour payer leurs déficits dans la monnaie qu'ils créent provoquant la fin des accords par la suspension de la convertibilité du dollar en or le 15 août 1971.

## Héritage de Keynes

### Influence sur les Trente Glorieuses
En fait, l'apport de la révolution keynésienne est difficile à estimer et à démêler d'autres influences comme le progrès technique ou l'influence des idées planistes ou socialistes. Toutefois à travers les keynésiens des grandes universités américaines qui ont été les conseillers des gouvernements et qui ont souvent formé les politiques, son rôle est loin d'être négligeable. Pour Robert Skidelsky les keynésiens qui ont conseillé les gouvernements dans l'immédiat après-guerre auraient été plus fidèles à Keynes que les « cardinaux » keynésiens de la période Kennedy.

#### Synthèse néo-classique

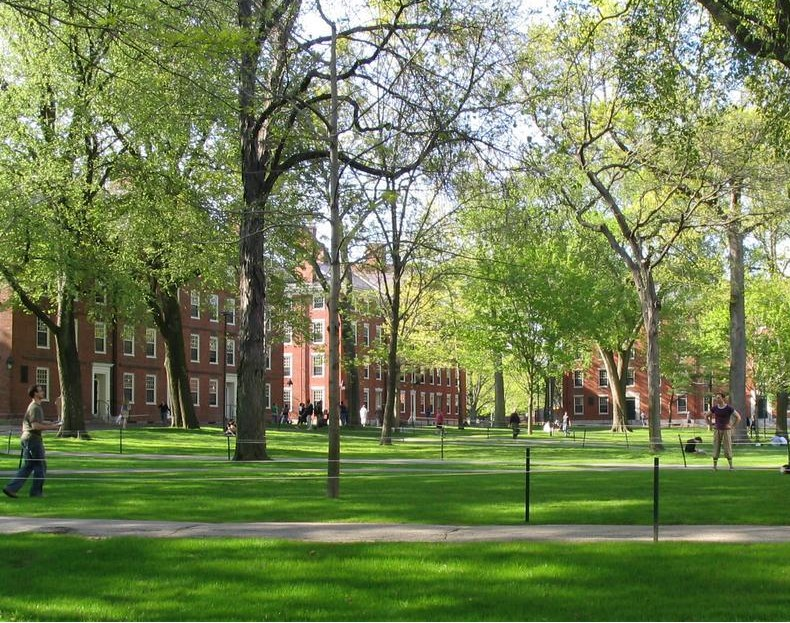
Harvard Yard, Cambridge, Massachusetts un haut lieu des néokeynésiens de la synthèse néoclassique

La synthèse néo-classique centrée sur le modèle IS/LM débute avec l’article de 1937 écrit par John Hicks « Mr Keynes and the "classics" ». L’article de 1944 de Franco Modigliani « Liquidity Preference and the Theory of Interest and Money » participe également à l'architecture d'ensemble du modèle. Celui-ci sera popularisé par Alvin Hansen et par Paul Samuelson à travers notamment son manuel intitulé Economics dont la première édition date de 1948. Très influente dans les universités de la côte Est telles qu'Harvard ou le MIT, cette synthèse théorique s'opposera à l'école keynésienne de Cambridge dirigée par Joan Robinson. Cette opposition donnera lieu à la controverse des deux Cambridge et surtout à une opposition entre le modèle de croissance de Harrod-Domar et celui de Solow.
En 1962, le modèle IS-LM s’est ouvert à l’économie internationale avec ce qui est maintenant connu comme le modèle de Mundell-Fleming. La courbe de Phillips quant à elle, est introduite dans le corpus néokeynésien à partir de la fin 1959 par Samuelson, Robert Solow et Robert Lipsey. Ils voient dans cette courbe la possibilité d'arbitrer entre l'inflation et le chômage. Initialement, ce qui intéressait Phillips était surtout l'impact du chômage sur le niveau des salaires.
Pour Walter Heller qui présida le Council of Economic Advisers, le Keynésianisme américain a trois sources : John Maynard Keynes, l'américanisation de Keynes par Alvin Hansen et « la modernité des années cinquante et soixante ». Avec l'administration de John Fitzgerald Kennedy, le keynésianisme va aller très loin dans ce qui sera appelé les politiques du « fine-tuning » qui en utilisant la courbe de Phillips visent un taux de chômage très faible. Avec ces derniers développements, finit de se diffuser ce que Michel Beaud et Gilles Dostaler appellent un « keynésianisme hydraulique » c'est-à-dire « un keynésianisme simplifié, réduit à une mécanique des quantités globales ou à un hydraulique de flux et entièrement vidé des dimensions essentielles de Keynes : le temps, l'incertitude non probabilisable, les anticipations et donc la prise en compte des phénomènes monétaires. ».
Toutefois la synthèse néo-classique continuera à être enseignée dans les grandes universités américaines comme Harvard, l'université de Princeton ou l'université de Californie à Berkeley, déterminant l'opposition actuelle entre les universités et les économistes dits Salt Water et ceux dit Fresh Water (l'université de Chicago sur les grands lacs).

#### Post-keynésiens
Les post-keynésiens à la différence des néokeynésiens insistent sur l'incertitude et sur l'endogénéité de la monnaie (les autorités monétaires ne décident pas de la quantité de monnaie).
Il est possible de distinguer plusieurs écoles dites post-keynésiennes même si la classification en est plus ou moins changeante. De nombreuses versions théoriques s'inspirant de Keynes sont apparues comme les keynésiens de longue période (Roy Forbes Harrod) ; les keynésiens du chapitre XII (G. L. S. Schackle) ; la macroéconomie kaleckienne qui produit une synthèse avec le marxisme, initiée par les travaux de Michal Kalecki ; l'école de Cambridge ou post-cambridgiens, avec des économistes renommés comme Nicholas Kaldor, Joan Robinson, Michal Kalecki, Piero Sraffa ; l'école du circuit en France qui remet au goût du jour les théories des physiocrates. Ils se focalisent sur la circulation monétaire. Ils développent en parallèle des réflexions très critiques envers la microéconomie.
Leurs théories très critiques sont aussi tournées contre les néokeynésiens qui à l'époque représentent le courant majeur en économie. Ils soulignent que le modèle IS-LM de l'aveu même de son principal architecte, John Hicks, souffre d'un défaut majeur : « C'est relativement simple. Ces deux courbes [IS et LM] n'ont rien à faire ensemble. L'une est un équilibre de flux, l'autre est un équilibre de stocks. Elles n'ont rien à faire sur le même schéma ».

#### Déclin de l'influence dans les années 1980
La théorie keynésienne va perdre de son influence à compter du début des années 1970 au profit du monétarisme puis sera concurrencée de façon encore plus radicale par les nouveaux classiques. En effet, le courant dominant de la synthèse néo-classique s'est, nous l'avons vu, fortement affadi en devenant très mécaniste et très peu soucieux de psychologie humaine et de l'incertitude qu'elle engendre. Lorsque surviennent les chocs pétroliers et qu'une forte inflation se déclenche, il se montre peu armé pour y faire face. Cela permet à l'école monétariste de s'imposer. Par ailleurs la montée du reaganisme et du thatchérisme, influencés également par les thèses de Friedrich Hayek, conduisent les politiques économiques à s'écarter progressivement de la « doxa » keynésienne.

### Renouveau de la pensée keynésienne

#### Nouveaux keynésiens
Alors que le keynésianisme perd son influence sur les gouvernements, à partir des années 1980, les nouveaux keynésiens vont relever le défi lancé par la nouvelle macroéconomie classique et la théorie des cycles réels. Les nouveaux keynésiens à la différence de la nouvelle économie classique ne croient pas que les marchés s'équilibrent rapidement en suivant la loi de l'offre et de la demande. En effet, pour eux, les salaires et les prix ne sont pas flexibles mais visqueux en raison d'imperfections de l'information.
Alors que pour les nouveaux classiques, « les cycles s'expliquent par des chocs monétaires ou réels imprévisibles », pour la nouvelle économie keynésienne, les récessions sont provoquées par une ou plusieurs grandes défaillances du marché. Ainsi, pour la nouvelle économie keynésienne à la différence de la nouvelle économie classique, certaines interventions économiques du gouvernement sont, elles, justifiées. À l'inverse des nouveaux classiques mais comme les monétaristes, ils pensent qu'une politique monétaire peut influer à court terme sur l'emploi et à la production.

#### Approche post-keynésienne
Contre les monétaristes, nombre de post-keynésiens soutiennent que la monnaie est essentiellement endogène. La monnaie serait créée par les banques en vue de satisfaire les besoins de l'économie ; sa quantité ne saurait être fixée par la banque centrale, quoique son intervention ne soit pas dénuée d'influence sur les comportements des agents. C’est le taux directeur de cette dernière qui serait essentiellement exogène. « Les banques créent des crédits et des dépôts, et elles se procurent ensuite les billets de banque émis par la banque centrale et demandés par leurs clients, ainsi que les réserves obligatoires qui sont requises par la loi. »
De fait, les post-keynésiens voient dans l'échec des politiques monétaristes menées dans les années 1980 notamment par Paul Volcker, président de la FED, une illustration de la justesse de leurs vues. Ce point est naturellement controversé, tant les néoclassiques pensent être sortis du cadre de la théorie quantitative de la monnaie en menant des stratégies de ciblage d'inflation et de crédibilité.

#### Un retour à Keynes après la crise financière de 2008 et la crise de lacovid?
Avec la crise financière qui débute en 2007, la pensée keynésienne revient à l'ordre du jour à la fois comme outil d'analyse de ce qui s'est passé et comme moyen de faire face à la crise économique qui s'ensuit.
Sur bien des aspects la crise financière actuelle peut s'analyser en termes d'économie de casino que Keynes fustige au chapitre 12 de la Théorie générale. Les « esprits animaux » liés au laissez-faire financier ont conduit à une crise profonde. Récemment George Akerlof et Robert Shiller estimant que les économistes après Keynes ont trop négligé cet aspect ont écrit un livre intitulé précisément Les esprits animaux. Dans cet ouvrage, ils dénombrent cinq pulsions qui peuvent fausser la logique rationnelle : « La confiance, le souci d'équité, les tentations de dérives « antisociales » (comme la corruption), l'illusion monétaire et enfin les « histoires » - ces récits élevés au rang de mythe ».
Si l'on se place au niveau des remèdes mis en place, l'influence de Keynes semble patente avec la multiplication des plans de relance budgétaire, une création de monnaie sous forme de droits de tirage spéciaux qu'il a préconisés depuis la fin de la Première Guerre mondiale, la tentative de coordination économique mondiale, des politiques monétaires très souples… Néanmoins, ces politiques « non conventionnelles » d'inspiration monétariste se sont vite substituées à la politique budgétaire.
Au début de la crise de la Covid et du fait des mesures de confinement, certains économistes ont vu là l'occasion de raviver des politiques de relance à la fois budgétaire et monétaire. Pour Jean-Marc Siroën on aurait toutefois tort de parler de « moment keynésien » car le ralentissement économique trouve plus son origine dans les mesures prises pour lutter contre les contaminations que dans une chute de la demande. La situation rappelle davantage celle d'une économie de guerre et comme Keynes lui-même l'avait souligné en 1940, le problème n'est plus la déflation et chômage mais l'inflation et la pénurie d'emploi.

## Critiques adressées à Keynes

### Critiques des cambridgiens

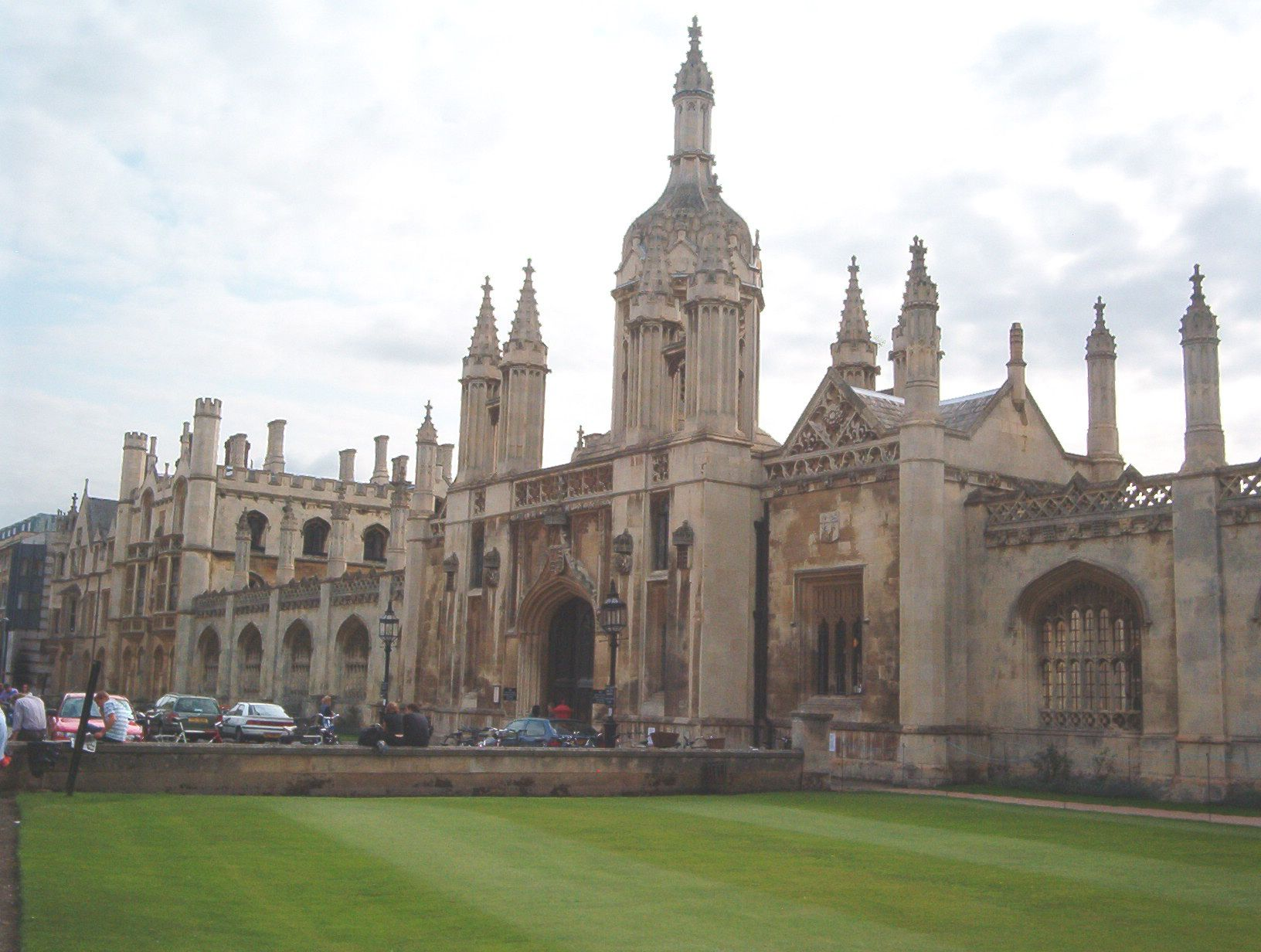
King's College Cambridge, là où Keynes a forgé sa pensée non sans friction avec les économistes de sa génération.

Le jeune Keynes fait partie des économistes cambridgiens. Il soutient notamment l'équation de Cambridge, qui propose une alternative à la théorie quantitative de la monnaie. Ses positions évoluent cependant avec le temps. Dès la parution de la Théorie générale, Pigou n'apprécie pas les attaques dirigées contre ses théories comme il déplore les attaques portées contre Alfred Marshall. Lui et Dennis Robertson reprochent à Keynes de nommer classiques tous ceux qui ne sont pas d'accord avec lui.
Robertson dans une lettre qu'il lui adresse traite de journalistique son usage du mot classique. Sur le fond, Pigou rejettera la thèse stagnationniste qu'il y a aussi dans la Théorie générale.
Plus tard, durant la guerre, Dennis Robertson et Keynes se réconcilieront et, en 1949, Pigou reviendra sur certaines de ses critiques vis-à-vis de Keynes.

### Critiques des libéraux classiques

#### Friedrich Hayek
Hayek estimait que son ami John Maynard Keynes ne possédait que des connaissances limitées en théorie économique,, et il le tenait pour un constructiviste.
Trois points majeurs l'opposent à lui :
- Keynes, à travers la Théorie générale, fit plus qu'aucun autre pour promouvoir la macroéconomie et pour provoquer le déclin de la micro-économie[63]. Keynes se trompe quand il pense qu'il existe des relations simples et constantes entre les agrégats économiques car, selon Hayek, la microéconomie montre l'inverse[64] ;
- Si l'école classique supposait que le système économique était toujours ou presque près du plein emploi, Keynes fait l'erreur opposée en supposant que l'économie est toujours près du sous-emploi. Or, pour Hayek, alors que les postulats classiques permettent de comprendre le fonctionnement du mécanisme des prix, l'hypothèse keynésienne rend le système des prix inintelligible[65] ;
- La croyance que la création de monnaie peut entraîner plus de production peut conduire à une forte inflation quand elle est comprise de façon ultra-simplifiée comme cela le fut après-guerre. Sur ce point, Keynes était conscient du fait et avait fait montre d'une certaine volonté de lutter contre l'inflation. Le représentant de l'École autrichienne lui reproche, d'une certaine façon, de ne pas avoir anticipé ce qu'il pourrait être fait de sa théorie[66].

Keynes de son côté a lu le livre de Friedrich Hayek, La Route de la servitude dans le bateau qui le menait à Bretton Woods. Ouvrage avec lequel il se sent en accord profond. Dans une lettre du 28 juin 1944, adressée à Hayek, après avoir noté que le destinataire de la missive n'était pas opposé à toute intervention gouvernementale, il lui reproche de ne pas fournir le cadre analytique nécessaire pour distinguer une bonne intervention d'une mauvaise. Pour Caldwell, ces critiques jointes à celles d'autres personnes pousseront Hayek à écrire plus tard The Constitution of Liberty.

#### Jacques Rueff
L'opposition de Jacques Rueff à John Maynard Keynes tient à une différence d'approche de la science économique. À une vision assez mécaniste des phénomènes économiques qui domine chez Rueff formé à Polytechnique, s'oppose une approche plus psychologique chez Keynes, comme le montre leur opposition sur le retour à l'étalon-or.
À l'issue de la Première Guerre mondiale, à la suite du rapport Cundliffe, tous les gouvernements européens avaient affiché leur intention de ramener leurs monnaies à la même parité-or qu'elles avaient avant-guerre. Sur le plan pratique, un tel objectif revenait à attendre de tous les acteurs de l'économie qu'ils ajustent de façon symétrique les tarifs de leurs contrats, selon une démarche accompagnant la baisse générale des prix induite par la réévaluation-or de la monnaie. Les gouvernements de l'époque pensaient que cet ajustement déflationniste suivrait simplement le chemin inverse de l'ajustement inflationniste qui l'avait précédé.
Jacques Rueff pensait la chose possible dans le cas de l'Angleterre où le différentiel avec le cours d'avant-guerre n'était que de 10 % (Ce chiffre pour Charles Kindleberger négligeait la nécessité d'adapter les calculs des parités de monnaie aux problèmes structurels nés de la guerre). Par contre, comme Clément Colson, il ne pensait pas la même chose possible en France où le différentiel était plus important et ne le conseilla pas à Raymond Poincaré en 1926. Pour Rueff, l'échec anglais s'explique par la rigidité des salaires et les mécanismes de protection du chômage. Keynes ne croyait pas la solution possible non seulement à cause des conflits sociaux mais également à cause des problèmes liés à des anticipations négatives. De fait dans la théorie keynésienne les salaires nominaux sont rigides à la baisse. Plus généralement les auteurs anglo-saxons accusent les Français d'avoir joué, à cette époque un jeu non coopératif et d'avoir procédé à une dévaluation compétitive.
Si en 1976, Jacques Rueff fit paraître un article où il annonçait la fin de l'ère keynésienne - en fait d'une certaine façon c'était la fin de la domination de l'École de la synthèse néo-classique -, c'est dans son article Les erreurs de la Théorie générale de Lord Keynes de 1947 que Jacques Rueff expose ce qui, sur le fond, l'oppose à Keynes. De cet article qui a donné naissance à une controverse avec James Tobin, quelques points peuvent être relevés :
- Pour Rueff, « la théorie de l‘emploi que Keynes qualifie de « générale » ne vaut que pour des économies très particulières ; celles qui sont insensibles aux mouvements des prix et des taux »[74] ;
- Il considère que le nominalisme monétaire qui veut que « monnaies et créances ne sont que des signes vides de valeur » imprègne la Théorie générale. Il voit dans cette approche de la monnaie une erreur fondamentale[75] ;
- Enfin, il ne croit pas que l'offre de monnaie soit exogène, c'est-à-dire pour faire simple, que la quantité soit réglée par les banques centrales. Il note à cet effet : « je suis convaincu, au contraire que c’est le montant des encaisses désirées par les individus qui, par le mécanisme de la régulation, détermine la quantité de monnaie en circulation »[76].

### Critique des monétaristes
Pour De Vroey et Malgrange, le sens du mot keynésien est double et désigne « d'une part un appareillage conceptuel, le modèle IS/LM, et, d'autre part, le projet politique au service duquel cet appareillage est mis, la défense d'intervention étatique visant à suppléer les défaillances du marché ». Concernant le premier point, Friedman partage avec Keynes une même filiation marshallienne, et il est « peu opposé au modèle IS/LM en tant que tel… il s'agissait pour lui de plaider pour la validité de la version classique du modèle IS/LM, qui suppose la flexibilité du salaire. », Friedman était beaucoup plus fortement opposé au keynésianisme au sens politique et aux politiques économiques d'inspiration keynésienne, et a évolué sur ses considérations vis à vis des stabilisateurs automatiques keynésiens .
Son attaque porte sur trois points principaux :
En 1957, il élabore la théorie du revenu permanent qui veut que la consommation dépende du revenu que les agents anticipent sur une longue période. L'idée sous-jacente est que les politiques de relance qui injectent des liquidités sont inefficaces puisque les agents dans cette optique ne vont pas dépenser l'argent qu'ils savent ne recevoir que ponctuellement.
Dans les années 1960, quand commence la stagflation, Milton Friedman et avec lui l'école monétariste de Chicago insistent sur le fait que la courbe de Phillips ne permet pas d'en rendre compte. Milton Friedman met en avant la notion de chômage naturel. Les néokeynésiens préfèreront utiliser un concept proche : le taux de chômage n'accélérant pas l'inflation NAIRU (voir Différence entre le NAIRU et le taux de chômage naturel). Pour Franco Modigliani « le trait distinctif de l'école monétariste et le véritable sujet de désaccord avec les non-monétaristes n'est pas le monétarisme mais plutôt le rôle qu'on devrait probablement assigner aux politiques de stabilisation… le principal message d'ordre pratique de la Théorie générale [est] qu'une économie d'entreprise privée utilisant une monnaie intangible a besoin d'être stabilisée, et dès lors devrait être stabilisée par des politiques monétaires et budgétaires appropriées. Au contraire les monétaristes considèrent qu'il n'y a pas de besoin sérieux de stabiliser l'économie ».
Enfin, dans un article écrit en 1953, The Case for Flexible Exchange Rates, Friedman théorisait des idées sur les changes qu'il exprimait depuis plusieurs années. Il y justifie le recours aux changes flottants par l'ajustement que ce système permet entre les devises des pays inflationnistes et des pays non inflationnistes. Le recours aux changes flottants a fini par s'imposer à compter de mars 1973 et a été lors des accords de la Jamaïque en 1976. Cela a conduit à la fin du système des accords de Bretton Woods et a rendu possible une forte expansion des marchés financiers et des innovations financières.

### Nouvelle économie classique, rupture radicale avec le keynésianisme
À la différence de Milton Friedman, les économistes de la NEC refusent de s'inscrire dans le cadre méthodologique keynésien. Robert Lucas Jr, « Prix Nobel » d'économie en 1995, Thomas Sargent, Neil Wallace et d'autres ont contesté les politiques économiques d'inspiration keynésienne, en partant de trois principes assez fortement opposés aux préceptes défendus par Keynes :
1. les marchés sont en équilibre car les prix y jouent le rôle qui leur est assigné par la théorie walrassienne ;
2. les agents traitent de façon optimale une information imparfaite dont l'acquisition est coûteuse ;
3. les agents font des anticipations rationnelles.

La théorie des cycles réels a été popularisée par des économistes tels que Finn E. Kydland et Edward C. Prescott, tous deux « Prix Nobel » d'économie en 2004. Cette approche « considère que les fluctuations sont générées par des chocs au niveau de la productivité, heurtant des économies dans lesquelles les marchés sont continuellement en équilibre ». Kydland et Prescott dans leur article de 1977 Rules Rather than Discretion ont mis l'accent sur la crédibilité des politiques économiques qui suppose que les dirigeants n'abusent pas d'expédients et donc sur la nécessité de ne pas abuser des politiques économiques keynésiennes.
Les néoclassiques critiquent également le keynésianisme par un de ses postulats implicites, celui d'une passivité des agents économiques face aux relances budgétaires. La NEC se fonde alors sur la théorie des anticipations rationnelles et la théorie de l'équivalence néo-ricardienne pour critiquer le keynésianisme hydraulique.

### Keynes et les marxistes
Keynes était critique envers le marxisme. À Joan Robinson qui avait publié un court livre intitulé An essay on Marxian Economics, il écrivit qu'il avait trouvé le livre fascinant en dépit du fait « qu'il y avait quelque chose d'intrinsèquement ennuyeux dans une tentative de donner un sens à ce qui en fait n'en a pas ». Mais il appréciait l'idéalisme des marxistes de Cambridge tel que, par exemple, Julian Bell.
En France, une revue marxiste, la Nouvelle critique, a consacré à Keynes une série d'articles parus en mars, mai, juin, juillet, août 1949. De son côté, Charles Bettelheim a publié quelques articles parus dans la Revue internationale à la fin des années 1940, début des années cinquante. Pour Cros, la critique marxiste à cette époque est double : « Keynes a présenté une théorie qui méconnaît les vérités scientifiques définitivement établies par Marx » ; « Keynes fait partie de cette catégorie d'auteurs particulièrement dangereux pour la marche du processus révolutionnaire : les réformistes ».
Dans les années 1960, le marxiste Paul Mattick critique Keynes dans son ouvrage Marx et Keynes, les limites de l'économie mixte. Mattick considère que la critique de l'économie politique initiée par Marx est plus efficace pour comprendre les évolutions économiques que la théorie de Keynes. Mattick reproche également à Keynes de vouloir conserver le capitalisme.

### Critiques d'Alfred Sauvy
« Keynes le prophète, Keynes le sauveur, a fait beaucoup pour augmenter le chômage. Le concept de demande globale, admissible pour une approche très grossière, devient vite un contresens et un faux guide ».
La critique d'Alfred Sauvy est fondée sur le fait que la structure de l'emploi doit correspondre à celle de la demande escomptée des agents économiques. Or les deux structures ne sont jamais tout à fait « emboîtées ». Pousser la demande par la dépense publique, quand il y a des stocks disponibles de tout, aura un effet d'entraînement ; mais dès qu'il faudra produire, on va se heurter à des rigidités (l'image du doigt de gant) qui vont provoquer du chômage ou de l'inflation. Du chômage, parce que les capitaux soustraits par les prélèvements publics vont entraîner un manque à gagner peu visible mais bien réel tôt ou tard ; de l'inflation, parce que l'excès de création monétaire se transformera en tensions sur l'emploi dans certains compartiments de l'économie. En un mot, l'ajustement entre la « population demandée » et la « population effective » n'est jamais réalisé par les moyens proposés par Keynes. Au contraire il produit « le monstrueux accouplement du chômage et de l'inflation ».

## Œuvres
Keynes a écrit de nombreux livres et articles. Aussi est-il intéressant de présenter à la fois une sélection de ses travaux et une liste complète. Notons que Donald Moggridge a édité les œuvres complètes de Keynes disponibles dans certaines bibliothèques universitaires. Sa personne et son œuvre ont fait l'objet de nombreux travaux. Les principaux articles et études consacrés à Keynes de 1936 à 1981 ont été regroupés dans un recueil comprenant 150 contributions.

## Quelques citations puisées dans laThéorie généralede John Maynard Keynes
- « Nous pouvons dire que la courbe de l'efficacité marginale du capital gouverne les conditions auxquelles on demande des fonds à placer pour de nouveaux investissements et que le taux de l'intérêt gouverne les conditions auxquelles ces fonds sont offerts à chaque moment. Pour compléter notre théorie, il nous faut donc savoir quels sont les facteurs qui déterminent le taux de l'intérêt » (Keynes, Théorie générale de l'emploi, de l'intérêt et de la monnaie, livre XIII).
- « Nous pouvons admettre, en règle générale, que la courbe de la préférence pour la liquidité unissant la quantité de monnaie au taux de l'intérêt est une ligne régulière le long de laquelle le taux de l'intérêt fléchit à mesure que la quantité de monnaie augmente » (Théorie générale de l'emploi, de l'intérêt et de la monnaie, livre XIIII).
- « Il est certain que le non spécialiste - banquier, fonctionnaire, homme public - nourri de la théorie traditionnelle, autant que l'économiste consommé, vivent dans l'idée que, chaque fois qu'un individu accomplit un acte d'épargne, il fait une chose qui abaisse automatiquement le taux de l'intérêt, que cette baisse stimule automatiquement la création du capital, que le taux de l'intérêt baisse autant qu'il faut pour que la production additionnelle de capital soit égale à l'accroissement de l'épargne et qu'en outre il s'agit là d'un phénomène auto-régulateur qui assure l'égalité des deux facteurs sans qu'il soit besoin d'intervention spéciale ou de soins maternels de la part de l'autorité monétaire. De même, - et cette idée est encore plus répandue, même aujourd'hui - tout acte supplémentaire d'investissement ferait nécessairement monter le taux de l'intérêt s'il n'était compensé par une variation de la disposition à épargner » (Keynes, Théorie générale de l'emploi, de l'intérêt et de la monnaie, livre XIV).
- « Un grave défaut de la Théorie Quantitative lorsqu'on l'applique aux faits, c'est qu'elle ne distingue pas dans les variations des prix celles qui proviennent des variations de la production et celles qui proviennent des variations de l'unité de salaire 2. Peut-être cette omission peut-elle s'expliquer par la double hypothèse qu'il n'y a jamais de propension à thésauriser et qu'il y a toujours plein emploi. Dans ce cas Q est constant et M2 est nul ; il s'ensuit que, si on peut aussi considérer V comme constant, l'unité de salaire et le niveau des prix sont l'un et l'autre directement proportionnels à la quantité de monnaie » (Keynes, Théorie générale de l'emploi, de l'intérêt et de la monnaie, livre XV).
- « Étant donné la psychologie du public, le montant de la croissance et de l’emploi dépendent de l’investissement (…) mais ce sont les facteurs qui déterminent ce niveau d’investissement, qui subissent l’influence de nos opinions quant à cet avenir dont nous avons une connaissance si limitée »

### Sources
Livres 
- Michel Beaud et Gilles Dostaler, La pensée économique depuis Keynes, Paris, Éditions du Seuil, 1996, 444 p. (ISBN 978-2-02-028969-6, OCLC 35561539)
- Pascal Combemale, Introduction à Keynes, Paris, La Découverte, 2006, 3e éd., 122 p. (ISBN 978-2-7071-4863-6, OCLC 163600685)
- Gilles Dostaler, Keynes et ses combats, Paris, Éditions Albin Michel, 2005, 535 p. (ISBN 978-2-226-15875-8, LCCN 2005450348)
- Robert Louis Heilbroner et Pierre Antonmattei, Les grands économistes, Paris, Éditions du Seuil, 2001, 360 p. (ISBN 978-2-02-048101-4)
- Frédéric Poulon, La pensée économique de Keynes, Dunod, 2004
- (en) Kenneth Hoover, Economics as ideology : Keynes, Laski, Hayek, and the creation of contemporary politics, Lanham, Rowman & Littlefield, 2003, 329 p., poche (ISBN 978-0-7425-3113-0, LCCN 2003004954, lire en ligne)
- (en) Donald Edward Moggridge, Keynes, Macmillan Press, 1976, 189 p.
- (en) Joseph Schumpeter, Ten great economists : from Marx to Keynes, Oxford University Press, 1951, 305 p.
- (en) Robert Skidelsky, John Maynard Keynes, Macmillan, 2003, 1021 p.
- (en) Robert Skidelsky, Fighting for Britain : 1937-1946, Macmillan, 2000, 580 p.
- (en) Donald Markwell, John Maynard Keynes and international relations : economic paths to war and peace, Oxford, Oxford University Press, 2006, 294 p. (ISBN 978-0-19-829236-4, LCCN 2006018906, lire en ligne)
- (en) Nicholas Wapshott, Keynes Hayek : The Clash That Defined Modern Economics, New York, W.W. Norton & Company, 2011, 382 p. (ISBN 978-0393077483).

Livres de Keynes cités
- John Maynard Keynes (trad. de l'anglais), Théorie générale de l'emploi, de l'intérêt et de la monnaie, Paris, Payot, 2017 (1re éd. 1936), 493 p. (ISBN 978-2-228-91703-2)
- John Maynard Keynes, La pauvreté dans l'abondance, Paris, Gallimard, 2002, 290 p. (ISBN 978-2-07-042244-9)Cet ouvrage préfacé par Jean-Paul Fitoussi et Axel Leijonhufvud reproduit un certain nombre d'articles de Keynes dont « Suis-je un libéral » et « La fin du laissez-faire ».

Articles et travaux universitaires
- (en) Barry Eichengreen, « Keynes and Protection », The Journal of Economic History, vol. XLIV, no 2,‎ 1984
- Olivier Favereau, « L'incertain dans la « révolution keynésienne » : l'hypothèse Wittgenstein », Économie et société, no 3,‎ mars 1985, p. 29-72
- Claude Ménard, « Le Keynésianisme : naissance d'une illusion », Économie et société, no 3,‎ mars 1985
- (en) Don Patinkin, « Keynes, John Maynard (1883-1943) », The New Palgrave Dictionary of Economics, vol. 3,‎ 1987
- (en) Raymond Mikesell, The Bretton Woods debates : a memoir, Princeton, International Finance Section, Dept. of Economics, Princeton University, 1994, 68 p., poche (ISBN 978-0-88165-099-0, LCCN 94008984), Essays in International Finance nº192
- (en) Malcolm Rutherford (dir.) et Craufurd Goodwin, The economic mind in America : essays in the history of American economics, New York, Routledge, 1998, 1re éd., 333 p., relié (ISBN 978-0-415-13355-5, LCCN 97029576, lire en ligne), « Vision accomplished : Harold Moulton and Leo Pasvolsky of the Brookings Institution as Champions of a New World Order »
- Gilles Dostaler, « Keynes et la politique », Université du Québec à Montréal (document de travail),‎ 2002 (lire en ligne)
- (en) Gregory Mankiw, « The Macroeconomist as Scientist and Engineer », Journal of Economics Perspectives, vol. 20, no 4,‎ automne 2006
- Michel De Vroey et Pierre Malgrange, « Théorie et modélisation macro-économiques », Revue française d'économie, vol. XXXI,‎ janvier 2007
- (en) Sylvie Rivot, « Information and expectations in policy-making: Friedman’s changing approaches to macroeconomic dynamics », Revue d'économie politique,‎ 2021, p. 531-556 (lire en ligne)
- (en) Gregory Mankiw, « New Keynesian Economics », The Concise Encyclopedia of Economics,‎ 2008 (lire en ligne)
- Joseph Stiglitz, Carl Walsh, Florence Mayer et Jean-Dominique Lafay (trad. Florence Mayer), Principes d'économie moderne, Bruxelles, De Boeck, 2004, 2e éd., 1008 p. (ISBN 978-2-8041-4474-6, OCLC 62282993)

Articles de vulgarisation
- (fr) Denis Clerc, 2000, « Deux Keynes pour le prix d'une théorie » Alternatives économiques de mars
- (fr) Denis Clerc, 1999, « Nouveaux keynésiens, les chantres du salaire d'efficience », Alternatives économiques, no 168, mars 1999.
- (fr) Denis Clerc, 2007, « Les nouveaux keynésiens », Alternatives économiques Pratique, no 31, novembre 2007.
- (fr) Pascal Combemale, « Keynes et les keynésiens », Cahiers français no 345, juillet-août 2008.

### Autres ouvrages
- Daniel Boorstin (trad. Jacques Bacalu, Jérôme Bodin & Béatrice Vierne), Les découvreurs [« The Discoverers »], Éditions Robert Laffont, coll. « Bouquins », avril 1988 (BNF 36628969), p. 668-672
- (en) Robert Lekachman, The age of Keynes, New York, Random House, 1966 (BNF 37503734)
- (en) Roy Forbes Harrod, The life of John Maynard Keynes, Londres, Macmillan, 1952 (BNF 37561143)

### Sites web utilisés
- (fr) Jean-Marc Siroën , John Maynard Keynes, un personnage romanesque, The Conversation, 15 décembre 2021.
- (fr) Jean-Marc Siroën , Comment payer la guerre, la leçon d'économie oubliée de Keynes, The Conversation, 11 mai 2020.
- (fr) Jean-Marc Siroën , Les accords de Bretton Woods : un champ de bataille, The Conversation, 28 juin 2019
- (fr) Jean-Marc Siroën, John Maynard Keynes et le cercle des espions, The Conversation, 31 mai 2018
- Gilles Dostaler, 2002, Keynes et la politique, document de travail Université du Québec à Montréal Dostaler, 2002
- Guy Caire, Article « John Maynard Keynes », Encyclopædia Universalis en ligne (lire en ligne).